# Orsay
Pour les articles homonymes, voir Orsay (homonymie).
Orsay (prononcé [ɔʁsɛ] ) est une commune française située dans le département de l’Essonne en région Île-de-France.
Place forte de la vallée de Chevreuse dès le VIIIe siècle, village agricole possession de personnages influents et généreux, Orsay se développe dans la deuxième moitié du XIXe siècle avec l’arrivée du chemin de fer (aujourd'hui, le RER B dont deux stations sont situées à Orsay) et de donateurs qui permettent l’édification d’un centre hospitalier encore en activité aujourd’hui. Siège de l’université Paris-Saclay, la commune, traversée par la RN 118, est devenue une cité pavillonnaire de l’agglomération parisienne et de la Vallée de Chevreuse, à l’environnement préservé au cœur du pôle scientifique Paris-Saclay, avec sur son territoire des laboratoires du CNRS et de l’Institut Curie.
Ses habitants sont appelés les Orcéens.

## Géographie

### Situation

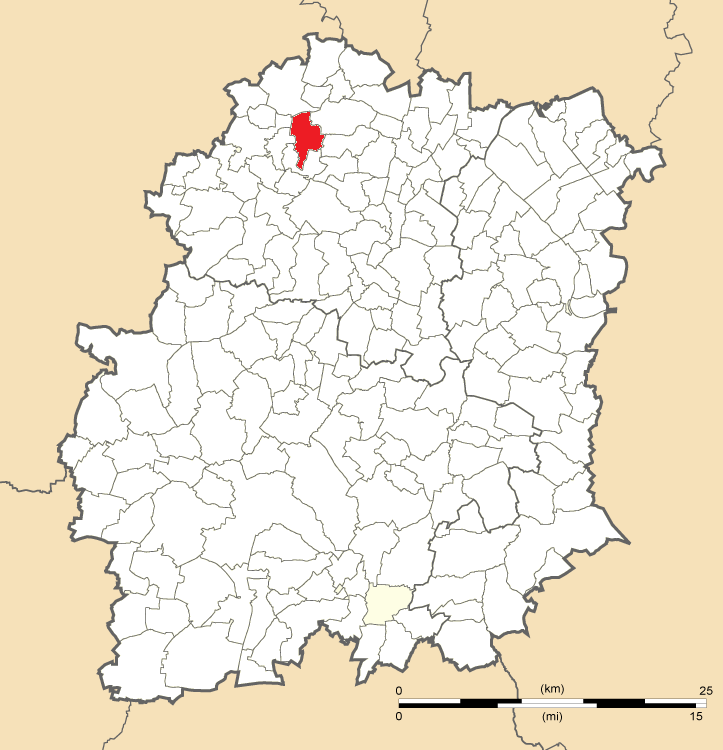
Position d’Orsay en Essonne.

Orsay est située dans la région naturelle du Hurepoix, dans la vallée de la rivière l’Yvette aussi appelée vallée de Chevreuse sur un terrain sablonneux et argileux dont on a extrait des pierres meulières et du grès.
L’Institut national de l'information géographique et forestière donne les coordonnées géographiques 48° 41′ 56″ N, 2° 11′ 18″ E
au point central de son territoire.
Sur le plateau de Saclay coule le ruisseau de Corbeville, canalisé en rigoles jusqu’à l’étang de Saclay. Six passerelles, sept ponts dont un pour la route nationale 118 et un viaduc pour la ligne B du RER d'Île-de-France permettent de franchir l’Yvette qui parcourt le territoire d’ouest en est.
La commune était traversée par l’ancienne ligne de chemin de fer Paris-Chartres État qui est devenue la route départementale 188. Un viaduc permet son passage au-dessus de la commune. Elle est traversée d’est en ouest par la ligne B du RER d'Île-de-France, anciennement la ligne de Sceaux, qui enjambe la vallée et l’Yvette par un viaduc en pierre de taille et pierre meulière. Deux gares desservent la commune, la gare du Guichet et la gare d'Orsay-Ville. Elle est coupée du nord au sud par la route nationale 118, axe majeur de circulation entre l’autoroute A10 et la capitale. Une partie du tronçon de la route départementale 446 de Versailles à Nangis passe encore par le centre-ville. La route départementale 988 (aussi connue sous le nom de Route de Chartres) traverse la totalité de la commune d’est en ouest, elle serpente à travers la vallée depuis Palaiseau jusqu'à Limours.
Orsay est située à vingt-deux kilomètres au sud-ouest de Paris-Notre-Dame, point zéro des routes de France, vingt kilomètres au nord-ouest d’Évry, quatre kilomètres au sud-ouest de Palaiseau, neuf kilomètres au nord-ouest de Montlhéry, treize kilomètres au sud-ouest de Versailles, treize kilomètres au nord-ouest d’Arpajon, vingt-trois kilomètres au nord-est de Dourdan, vingt-quatre kilomètres au nord-ouest de Corbeil-Essonnes, vingt-six kilomètres au nord-ouest de La Ferté-Alais, trente kilomètres au nord d’Étampes et trente-neuf kilomètres au nord-ouest de Milly-la-Forêt.

### Communes limitrophes
Au nord-ouest, au nord et au nord-est sur le plateau de Saclay, la commune est limitrophe de Gif-sur-Yvette, Saclay et Palaiseau, à l’est et au sud-est, dans la vallée et sur le plateau de Courtabœuf se trouve Villebon-sur-Yvette, au sud et au sud-ouest, la commune des Ulis, créée en 1977 sur d’anciens terrains d’Orsay entre autres, et à l’ouest dans la vallée, la faculté se partage sur Orsay et Bures-sur-Yvette.
Les communes limitrophes sont  Bures-sur-Yvette, Gif-sur-Yvette, Les Ulis, Palaiseau, Saclay et Villebon-sur-Yvette.
|                                 | Saclay   | Palaiseau           |
| Gif-sur-Yvette Bures-sur-Yvette | Orsay    | Villebon-sur-Yvette |
|                                 | Les Ulis |                     |

### Hydrographie

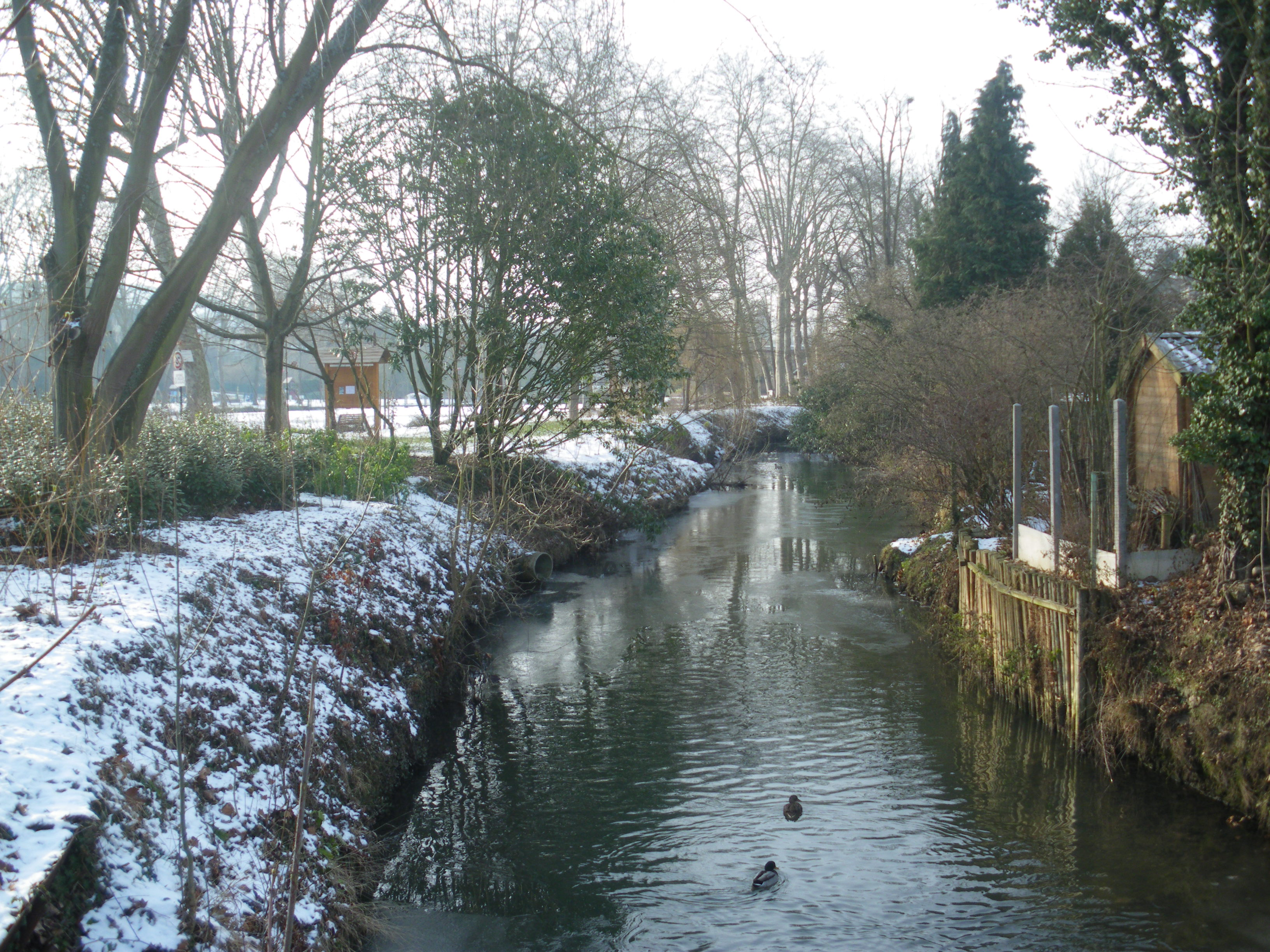
L’Yvette à Orsay.

La rivière l’Yvette traverse le territoire de la commune d’ouest en est sur 2,4 km. Elle a fait en 2019 l'objet d'importants travaux (suppression des remblais artificiels et des clapets, reméandrage), afin de prévenir les risques d'inondation et de créer et préserver les zones humides.
Un ruisseau coule dans le bois de la Grille Noire au sud-est. Plusieurs lacs, restes d'aménagement du parc du château d'Orsay, se succèdent en bordure de l'Yvette ; d’amont en aval : le lac de La Pacaterie, le lac du Mail, le lac de la Clarté-Dieu, le lac du Temple de la Gloire et enfin le lac de Lozère.
Sur le plateau de Saclay coule vers l'ouest la rigole de Corbeville, canalisée jusqu’à l’étang de Saclay par l’aqueduc des Mineurs.

### Relief et géologie
Le territoire communal a une superficie de sept cent soixante-seize hectares dans un rectangle de deux kilomètres neuf cents mètres de long et quatre kilomètres six cents mètres de large, entre la vallée et les plateaux de Saclay et de Courtabœuf. Cent hectares d’espaces verts sont constitués de bois communaux, quatre cent trois hectares de construction sont répartis dans la vallée et sur le plateau de Courtabœuf et deux cent trente-neuf hectares d’espaces agricoles subsistent au nord sur le plateau de Saclay.
Il s’étale du plateau de Saclay au plateau de Courtabœuf, en passant par la vallée de l’Yvette. Au point le plus bas, il atteint cinquante et un mètres. Sur le plateau de Saclay, l’altitude culmine à cent soixante mètres, approximativement la même que sur le plateau de Courtabœuf en face. Comme tout le Bassin parisien, le sous-sol est constitué de couches successives de sable, meulière et calcaire, déposées sur des argiles et de la marne d’origines marine.

### Climat
Pour des articles plus généraux, voir Climat de l'Île-de-France et Climat de l'Essonne.
En 2010, le climat de la commune est de type climat océanique dégradé des plaines du Centre et du Nord, selon une étude du CNRS s'appuyant sur une série de données couvrant la période 1971-2000. En 2020, Météo-France publie une typologie des climats de la France métropolitaine dans laquelle la commune est exposée à un climat océanique altéré et est dans la région climatique Sud-ouest du bassin Parisien, caractérisée par une faible pluviométrie, notamment au printemps (120 à 150 mm) et un hiver froid (3,5 °C).
Pour la période 1971-2000, la température annuelle moyenne est de 11,4 °C, avec une amplitude thermique annuelle de 15,2 °C. Le cumul annuel moyen de précipitations est de 659 mm, avec 11 jours de précipitations en janvier et 8 jours en juillet. Pour la période 1991-2020, la température moyenne annuelle observée sur la station météorologique la plus proche, située sur la commune de Gometz-le-Châtel à 4 km à vol d'oiseau, est de 11,3 °C et le cumul annuel moyen de précipitations est de 734,7 mm,. Pour l'avenir, les paramètres climatiques de la commune estimés pour 2050 selon différents scénarios d'émission de gaz à effet de serre sont consultables sur un site dédié publié par Météo-France en novembre 2022.
| Mois                                  | jan.             | fév.             | mars            | avril           | mai           | juin           | jui.           | août           | sep.           | oct.            | nov.          | déc.             | année      |
| ------------------------------------- | ---------------- | ---------------- | --------------- | --------------- | ------------- | -------------- | -------------- | -------------- | -------------- | --------------- | ------------- | ---------------- | ---------- |
| Température minimale moyenne (°C)     | 1,5              | 1,3              | 3,4             | 5,3             | 8,6           | 11,6           | 13,4           | 13,2           | 10,4           | 7,9             | 4,4           | 2                | 6,9        |
| Température moyenne (°C)              | 4,1              | 4,6              | 7,7             | 10,5            | 13,9          | 17,1           | 19,3           | 19,2           | 15,8           | 11,9            | 7,4           | 4,5              | 11,3       |
| Température maximale moyenne (°C)     | 6,7              | 7,9              | 11,9            | 15,6            | 19,2          | 22,6           | 25,2           | 25,2           | 21,1           | 15,9            | 10,3          | 7,1              | 15,7       |
| Record de froid (°C) date du record   | −19,2 17.01.1985 | −12,8 07.02.1991 | −9,9 07.03.1971 | −4,5 12.04.1986 | −1 03.05.1967 | 0,8 05.06.1991 | 4,2 04.07.1984 | 4,1 31.08.1986 | 0,7 17.09.1971 | −4,9 30.10.1985 | −9 24.11.1998 | −13,5 29.12.1964 | −19,2 1985 |
| Record de chaleur (°C) date du record | 15,3 27.01.03    | 21,1 27.02.19    | 25,8 31.03.21   | 28,1 25.04.07   | 31,2 27.05.05 | 37,8 18.06.22  | 42,8 25.07.19  | 40 12.08.03    | 36,4 09.09.23  | 29,3 02.10.23   | 21 07.11.15   | 16,8 07.12.00    | 42,8 2019  |
| Précipitations (mm)                   | 59,9             | 53,7             | 53,5            | 51,9            | 73,1          | 60,7           | 60,8           | 59,9           | 52,6           | 64,9            | 67,1          | 76,6             | 734,7      |

## Urbanisme

### Typologie
Au 1er janvier 2024, Orsay est catégorisée grand centre urbain, selon la nouvelle grille communale de densité à sept niveaux définie par l'Insee en 2022.
Elle appartient à l'unité urbaine de Paris, une agglomération inter-départementale regroupant 407 communes, dont elle est une commune de la banlieue,,. Par ailleurs la commune fait partie de l'aire d'attraction de Paris, dont elle est une commune du pôle principal,. Cette aire regroupe 1 929 communes,.

### Occupation des sols

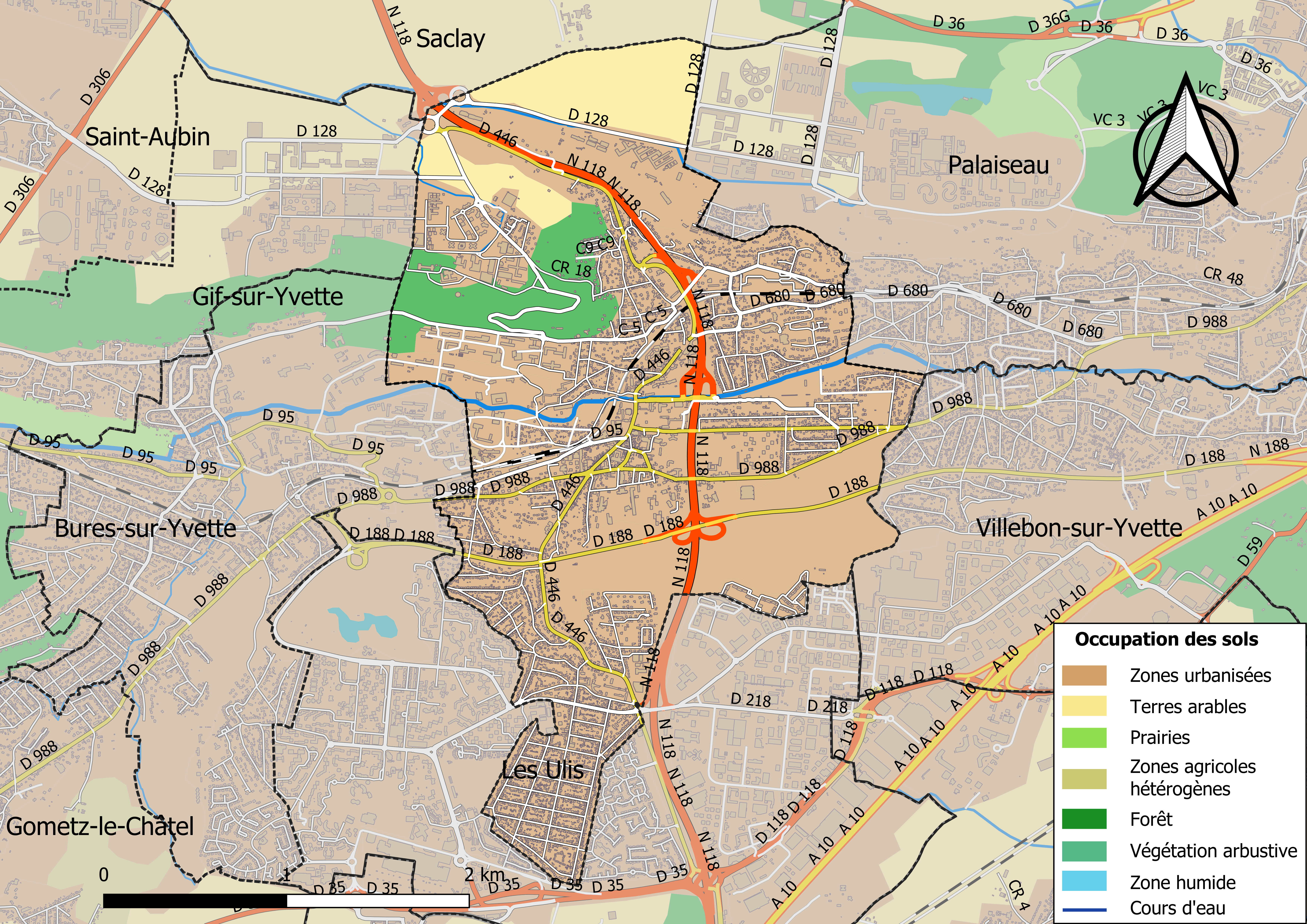
Carte des infrastructures et de l'occupation des sols de la commune en 2018 (CLC).

Le territoire de la commune se compose en 2017 de 30,94 % d'espaces agricoles, forestiers et naturels, 12,79  % d'espaces ouverts artificialisés et 56,27 % d'espaces construits artificialisés

### Lieux-dits, écarts et quartiers
Orsay est découpé en différents quartiers dont le centre-ville, le Guichet avec sa gare, Mondétour, sur le plateau de Courtabœuf, le Bois du Roi, situé dans la descente entre Mondétour et le centre, les Terrasses au bord de l’Yvette, le Petit Madagascar, Corbeville, Launay, la Troche, quartier commun à Palaiseau, les Planches et le Domaine du Bois Persan, un quartier autogéré excentré et enclavé entre la forêt et le parc d'activités de Courtabœuf. L’Insee découpe la commune en six îlots regroupés pour l'information statistique soit Fond Mondétour, Haut Mondétour, Viaduc Est, Viaduc Ouest, Haut Guichet Centre Ouest et Bas Guichet Centre Est.

### Habitat et logement
En 2018, le nombre total de logements dans la commune était de 7 719, alors qu'il était de 7 140 en 2013 et de 7 026 en 2008.
Parmi ces logements, 88,8 % étaient des résidences principales, 2,9 % des résidences secondaires et 8,3 % des logements vacants. Ces logements étaient pour 48 % d'entre eux des maisons individuelles et pour 50,5 % des appartements.
Le tableau ci-dessous présente la typologie des logements à Orsay en 2018 en comparaison avec celle de l'Essonne et de la France entière. Une caractéristique marquante du parc de logements est ainsi une proportion de résidences secondaires et logements occasionnels (2,9 %) supérieure à celle du département (1,6 %) mais inférieure à celle de la France entière (9,7 %). Concernant le statut d'occupation de ces logements, 56,7 % des habitants de la commune sont propriétaires de leur logement (62,7 % en 2013), contre 58,7 % pour l'Essonne et 57,5 % pour la France entière.
| Typologie                                               | Orsay | Essonne | France entière |
| ------------------------------------------------------- | ----- | ------- | -------------- |
| Résidences principales (en %)                           | 88,8  | 91,9    | 82,1           |
| Résidences secondaires et logements occasionnels (en %) | 2,9   | 1,6     | 9,7            |
| Logements vacants (en %)                                | 8,3   | 6,5     | 8,2            |

### Projets d'aménagement
Depuis novembre 2005, la commune est au cœur de l’OIN Paris-Saclay. D'autre part, depuis 2009, la ville a pour projet d'aménager le centre-ville au niveau du bureau de poste. Une consultation en 2018 a demandé aux Orcéens de donner leur avis sur cinq projets d'aménagement du centre-ville : le projet B, proposant une grande place en plein cœur du centre-ville, est arrivé en tête avec plus de 48% des suffrages. Ce projet devrait s'accompagner de liaisons douces, peut-être piétonnes, et de nouveaux commerces.

### Voies de communication et transports
La commune est desservie par divers grands axes qui la rendent facilement accessible en voiture. Elle est traversée du nord au sud sur sa frontière est par la route nationale 118 doublée par la route départementale 446 et d’est en ouest par la route départementale 188 au sud, la route départementale 988 en centre-ville, la route départementale 680 et la route départementale 128 au nord.
Elle dispose aussi d’une connexion ferroviaire par la ligne B du RER d'Île-de-France qui emprunte l’ancienne ligne de Sceaux, deux stations sont installées sur son territoire, la gare du Guichet et la gare d'Orsay-Ville.
La ligne RATP Noctilien N122 (stations Place de la République - Orsay RER (direction Paris) ou Mairie d’Orsay - Orsay RER (direction Saint-Rémy) et Rond-Point de Mondétour) assure la continuité de service entre 0 h 30 et 5 h 30, les lignes Paris-Saclay 2, 3, 5, 7, 8, DM10A, DM10S, 91-05, 91-06 et 91-08 et réseau de bus Essonne Sud Ouest 91-02 desservent la commune ainsi que la ligne de bus RATP 199 pour le nouvel Hôpital Paris-Saclay.
L’aéroport de Paris-Orly, implanté à treize kilomètres au nord-est est accessible par l’Orlyval et une correspondance à Antony avec le RER B, direction Saint-Rémy-lès-Chevreuse. L’aéroport de Paris-Charles-de-Gaulle à quarante-quatre kilomètres au nord-est est relié directement par le RER B direction Saint-Rémy-lès-Chevreuse. L’aviation d'affaires est orientée vers l’aéroport de Toussus-le-Noble situé sur le plateau de Saclay à huit kilomètres au nord-ouest.

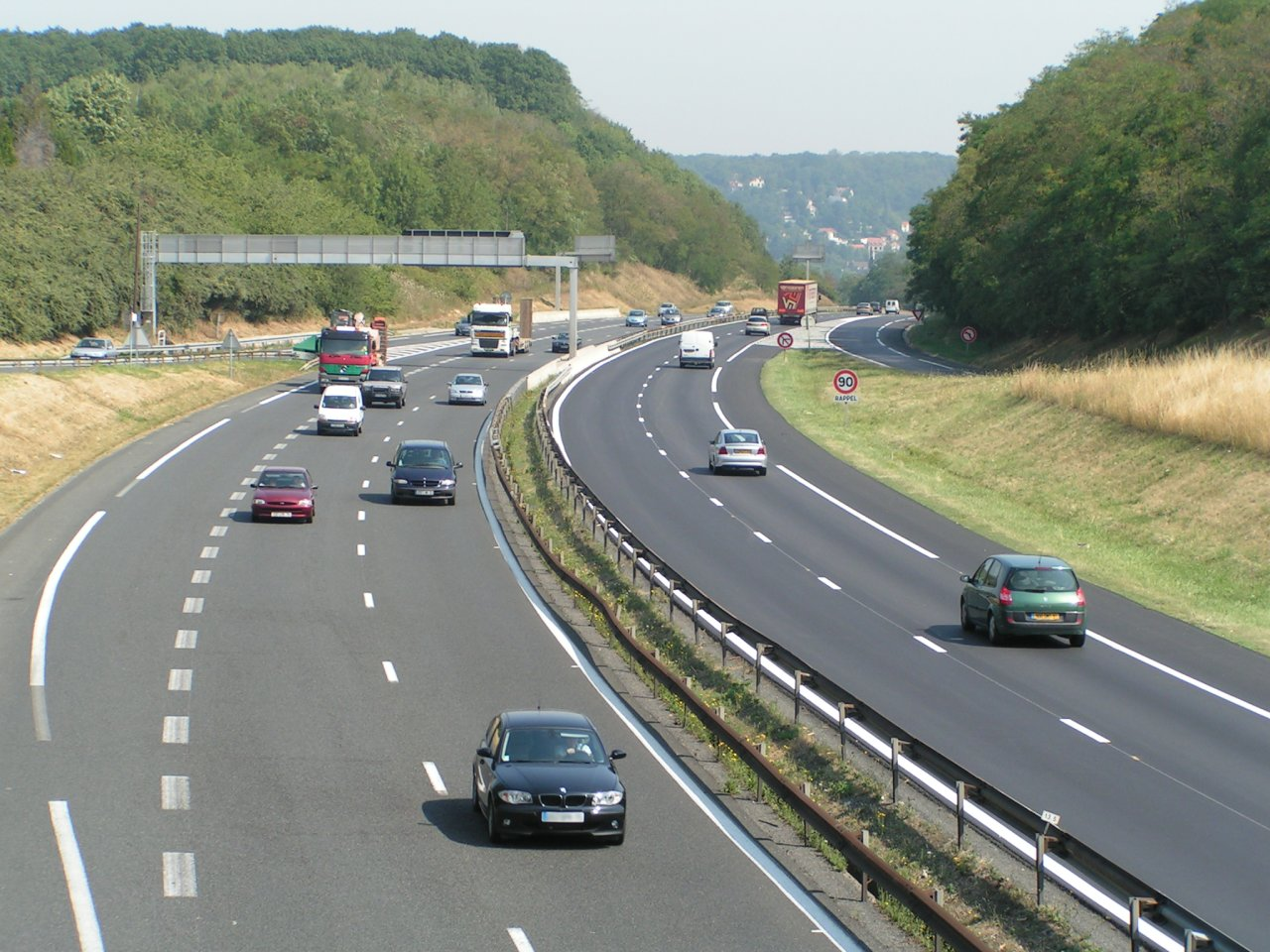
La route nationale 118 à Orsay.
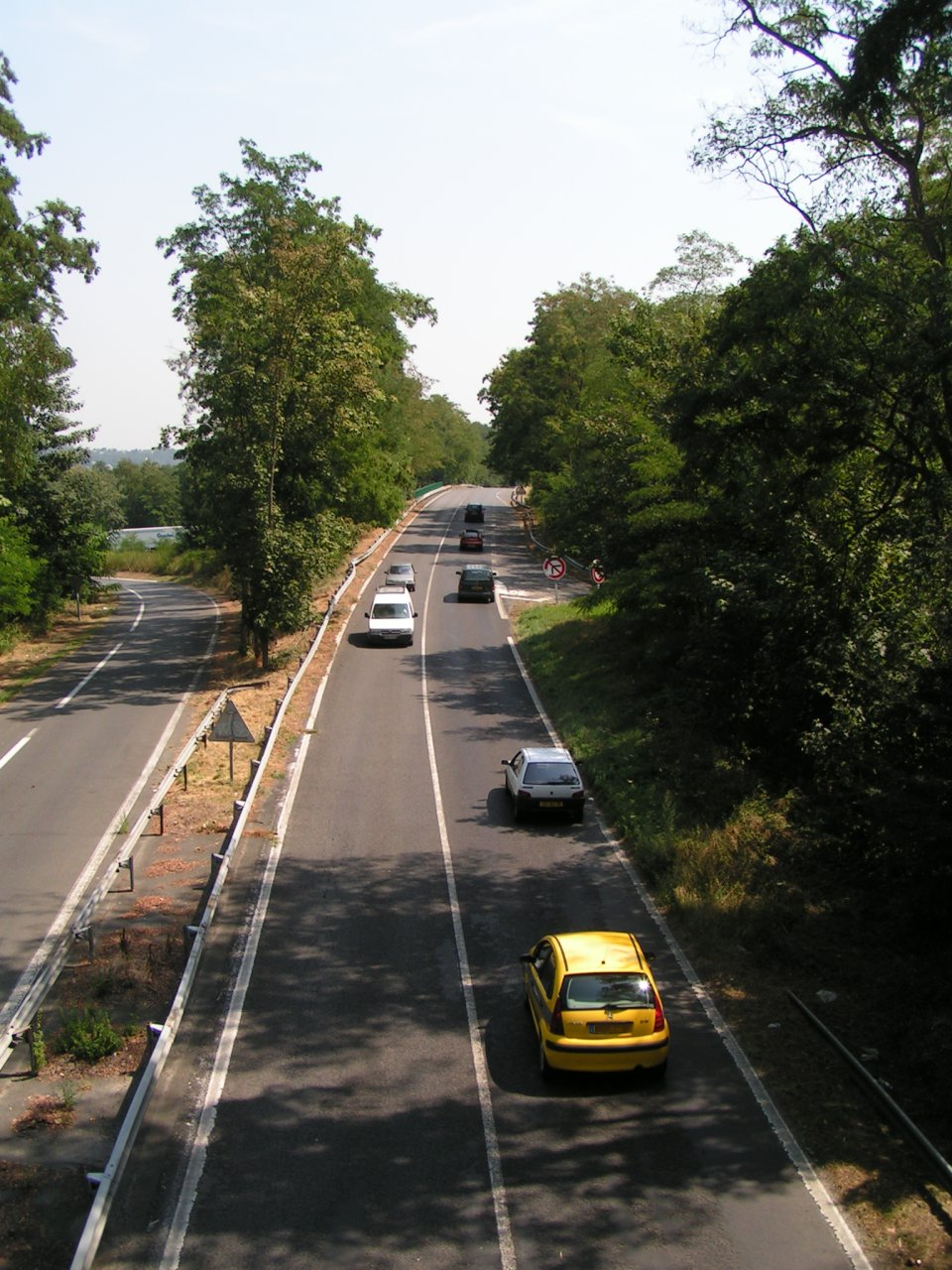
La route départementale 188 à Orsay.
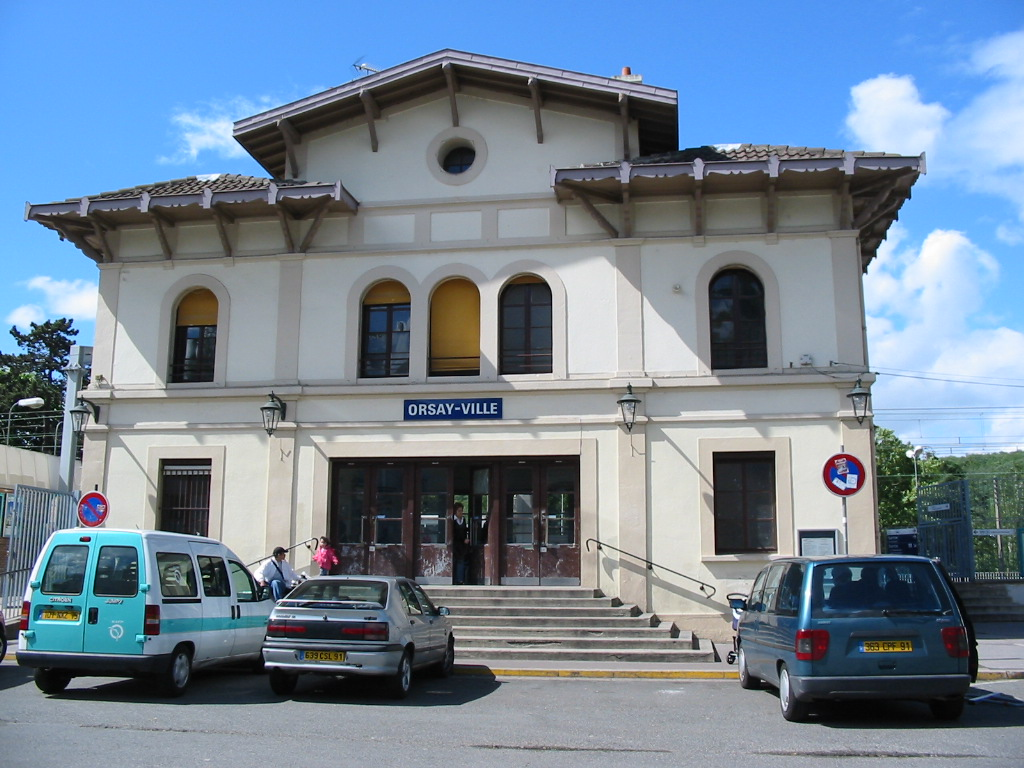
La gare RER d’Orsay-Ville.
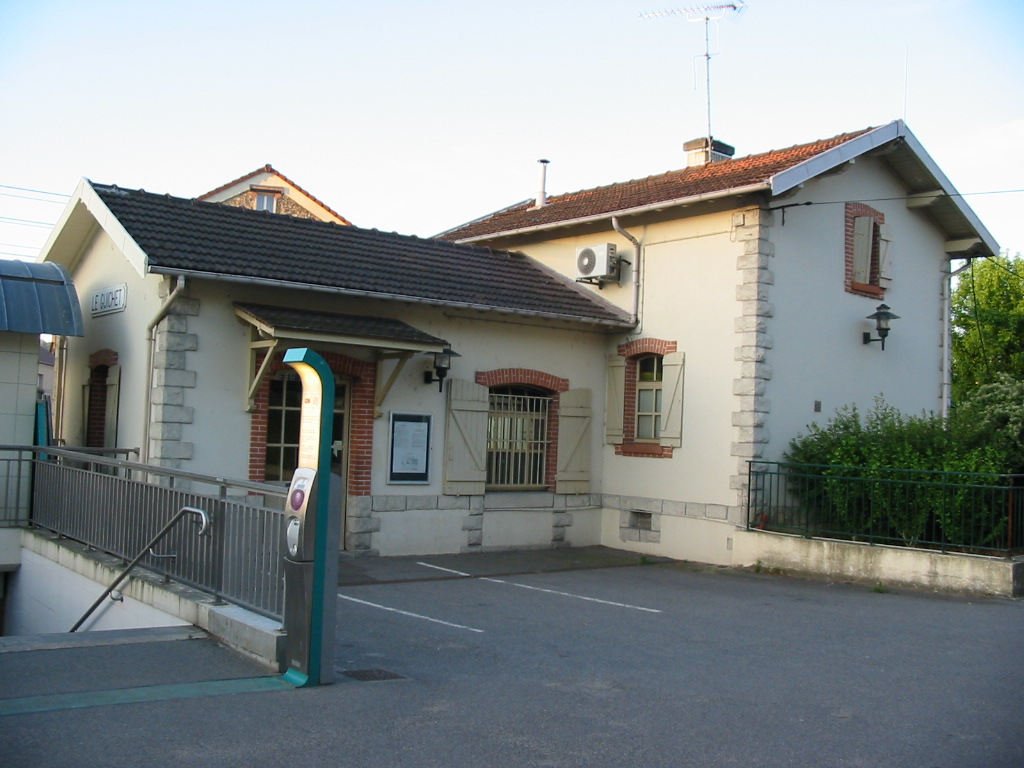
La gare du Guichet.

## Toponymie
Orceacum au IXe siècle, Villula Orceacus au XIe siècle, Orcei au XIIe siècle, Orceiacus au XIIIe siècle et peut-être Urticetum, puis Ourcet et Orsay.
D’origine gallo-romaine incertaine qui viendrait d’un propriétaire appelé Orcius ou peut-être du nom Ursus.

## Histoire

### Antiquité
En 1993, la mise au jour de vestiges gallo-romains des Ier et IIe siècles, dont une résidence, des poteries, des monnaies, des verreries et des outils atteste la présence sur le site d’habitants.

### Moyen Âge
En 754, le roi Pépin le Bref donne le territoire de la commune à l’abbaye de Saint-Germain-des-Prés. En 993,, le nom du village était mentionné dans un manuscrit de Eudes, moine bénédictin  de l'abbaye de Saint-Maur-des-Fossés relatant une bataille d'Orsay sanglante entre Bouchard I, dit le Vénérable, comte de Corbeil et de Melun, fidèle du roi Hugues Capet, et Eudes II de Blois de Chartres qui revendiquait le comté de Melun. De nombreux combattants trouvent la mort près d'un lieu appelé Maldestor (Mondétour).
En 1080, l’évêque de Paris Geoffroy de Boulogne, donne le territoire aux moines de l'abbaye Notre-Dame de Longpont. Cette donation est contestée par le seigneur Simon d'Orsay, fils de Galchérius au nom de ses fils Milon et Geoffroy. Résigné, Simon vend l'atrium de Saint Martin (redevances liées au cimetière) aux moines de Longpont qui entament en 1089 puis en 1151 la construction de l’église Saint-Martin et d’une léproserie,.
Le Fief d'Orsay appartient par la suite à Milon de Chastel, fils de Simon d'Orsay. En 1150, Ferry de Palaiseau en est seigneur en partie et réalise plusieurs aveux de dénombrement.
Des actes de succession et des aveux de dénombrement permettent d'identifier les différents seigneurs d'Orsay au Moyen Âge :Guillaume d'Orsay en 1140,Simon d'Orsay en 1152 et Geoffroy d'Orsay en 1162. De 1180 à 1207, le fief dépend de Guy de Paris, seigneur de Palaiseau et d'Orsay. En 1230, Guillaume d'Orsay, vassal du comte de Montlhéry, doit à ce dernier annuellement deux mois de garde du Château de Montlhéry. En 1269, le fief appartient à un dénommé Simon d'Orsay.
À partir de 1319, la terre d'Orsay passe à Thibault de Puysieux dont la famille la conservera jusqu'au décès d'Arnoult de Puysieux le 17 août 1400
En 1400, Raymond Raguier (apparenté à Jacques Raguier, évêque de Troyes (1483-1518) et Antoine Raguier, évêque de Lisieux (1474-1482)), maître des chambres aux deniers du Roi entreprend la construction du château d'Orsay. À sa mort en 1421, son gendre Bureau Boucher, maître des requêtes et garde des sceaux lui succède. En 1424, pendant la guerre de Cent Ans, le château fort est pris par les Anglais.

### Temps modernes
Par mariage et héritage, la seigneurie revint en 1675 à Charles Boucher d'Orsay, conseiller au Parlement de Paris et prévôt des marchands de Paris qui présidait les travaux d’assainissement du quai de la Grenouillère, devenu par arrêté du roi Louis XIV le Quai d'Orsay.

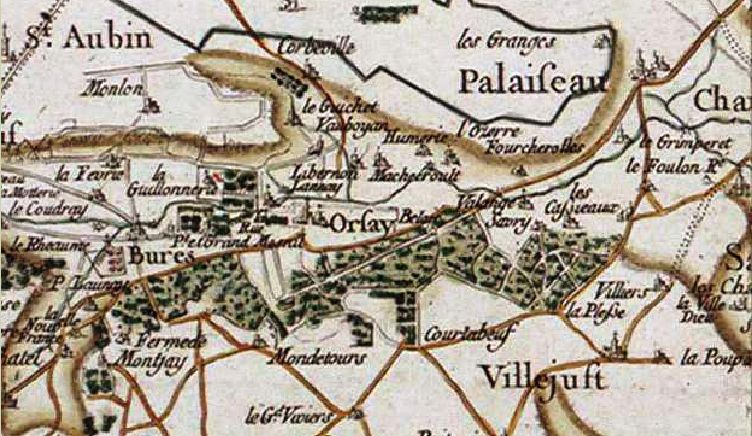
Carte d’« Orſay » d’après Cassini.

En 1743, à la mort de Pierre Charles Louis Boucher, Pierre Grimod du Fort, fermier général et intendant des Postes achète le domaine, il réaménage la ville et restructure le centre. Il est titré 1er comte d’Orsay. Son fils, Pierre Gaspard Marie poursuivit les travaux (voit famille Grimod).

### Révolution française et Empire
En 1790, la Révolution institue la commune d'Orsay, dans le district de Palaiseau et le département de Seine-et-Oise et à madame Hulot d’acquérir le château.
Le général Moreau possédait le château après 1791. En 1801, Madame Hulot fait bâtir le Temple de la Gloire, en l’honneur de son gendre, le général Moreau pour célébrer sa victoire à Hohenlinden et la paix retrouvée en Europe.

### Époque contemporaine
À partir de 1815, la cité se modernise sous l’impulsion de notables, Jean-Louis Archangé permet la création d’un hospice et d’une école en 1832, Mme Courtépée finance la création de l’orphelinat de Sainte-Suzanne en 1878.
En 1854, la ligne de Sceaux est prolongé jusqu'à Orsay-Le Guichet, puis en 1867 jusqu'à Limours par Orsay-Ville. Elle aboutit en 1895 au cœur de Paris à proximité du jardin du Luxembourg.
L’urbanisation et le progrès permirent à la commune de bâtir un hôtel de ville en 1873 et de disposer dès 1875 de l’eau courante dans tous les logements et de l’éclairage public au gaz en 1881.
Le XXe siècle apporta des changements dans la commune. En 1924, les terrains de Mondétour sont lotis, en 1938, l’électrification de la ligne de chemin de fer permet de rallier Paris en trente minutes.
En 1955, l’université de Paris achète les terrains du château de Launay et s’installe en 1958, elle est rejointe en 1957 puis 1965 par l’Institut Curie.
En 1973 est conclu le jumelage avec la ville allemande de Kempen et en 1980 avec la ville anglaise d’Ely. En 1977, la ville nouvelle des Ulis est créée à laquelle Orsay dut céder des terrains à proximité de Mondétour. Le 17 février 1997, la commune céda deux hectares de terrains à la ville voisine des Ulis et perdit alors quatorze habitants.

## Politique et administration

### Rattachements administratifs et électoraux

#### Rattachements administratifs
Antérieurement à la loi du 10 juillet 1964, la commune faisait partie du département de Seine-et-Oise. La réorganisation de la région parisienne en 1964 fait que la commune fait partie de l'arrondissement de Palaiseau du département de l'Essonne après un transfert administratif effectif au 1er janvier 1968.
Elle faisait partie de 1793 à 1967 du canton de Palaiseau de Seine-et-Oise. Lors de la mise en place de l'Essonne, la ville devient le chef-lieu du canton d'Orsay. Dans le cadre du redécoupage cantonal de 2014 en France, cette circonscription administrative territoriale a disparu, et le canton n'est plus qu'une circonscription électorale.

#### Rattachements électoraux
Pour les élections départementales, la commune est membre depuis 2014 du Canton de Palaiseau
Pour l'élection des députés, elle fait partie de la cinquième circonscription de l'Essonne.

### Intercommunalité
Orsay était le siège de la communauté d'agglomération du Plateau de Saclay, un établissement public de coopération intercommunale (EPCI) à fiscalité propre créé en 2002 et auquel la commune avait transféré un certain nombre de ses compétences, dans les conditions déterminées par le code général des collectivités territoriales.
Dans le cadre des dispositions de la Loi de modernisation de l'action publique territoriale et d'affirmation des métropoles (loi MAPTAM) du 27 janvier 2014, qui prévoit la généralisation de l'intercommunalité à l'ensemble des communes et la création d'intercommunalités de taille importante, notamment en Île-de-France afin d'équilibrer leurs relations avec la Métropole du Grand Paris, le Schéma régional de coopération intercommunale prévoit la fusion de :
- la communauté d'agglomération du Plateau de Saclay ;
- et la communauté d'agglomération Europ'Essonne ;

auxquelles se sont jointes les communes de Verrières-le-Buisson et Wissous (antérieurement membres de la communauté d'agglomération des Hauts-de-Bièvre).
C'est ainsi qu'est créée le 1er janvier 2016 la communauté d'agglomération Paris-Saclay, dont le siège est à Orsay.

### Tendances et résultats politiques

#### Élections présidentielles, résultats des deuxièmes tours
- Élection présidentielle de 2002 : 90,99 % pour Jacques Chirac (RPR), 9,01 % pour Jean-Marie Le Pen (FN, actuel RN), 84,37 % de participation[41].
- Élection présidentielle de 2007 : 52,34 % pour Ségolène Royal (PS), 47,66 % pour Nicolas Sarkozy (UMP), 88,72 % de participation[42].
- Élection présidentielle de 2012 : 57,32 % pour François Hollande (PS), 42,68 % pour Nicolas Sarkozy (UMP), 85,27 % de participation[43].
- Élection présidentielle de 2017 : 86,81 % pour Emmanuel Macron (LREM), 13,19 % pour Marine Le Pen (RN), 80,78 % de participation[44].
- Élection présidentielle de 2022 : 81,64 % pour Emmanuel Macron (LREM), 18,36 % pour Marine Le Pen (RN), 78,68 % de participation[45].

#### Élections législatives, résultats des deuxièmes tours
- Élections législatives de 2002 : 50,67 % pour Pierre Lasbordes (UMP), 49,33 % pour Stéphane Pocrain (Les Verts), 69,59 % de participation[46].
- Élections législatives de 2007 : 52,41 % pour Maud Olivier (PS), 47,59 % pour Pierre Lasbordes (UMP), 66,19 % de participation[47].
- Élections législatives de 2012 : 58,56 % pour Maud Olivier (PS), 41,44 % pour Hervé Hocquard (UMP), 65,67 % de participation[48].
- Élections législatives de 2017 : 72,92 % pour Cédric Villani (LREM), 27,08 % pour Laure Darcos (LR), 53,27 % de participation[49].
- Élections législatives de 2022 : 56,41 % pour Cédric Villani (NUPES), 43,59 % pour Paul Midy (Ensemble), 60,82 % de participation[50].
- Elections législatives de 2024 : 54,01% pour Pierre Larrouturou (NFP), 45,99% pour Paul Midy (EPR), 70,07% de participation[51].

#### Élections européennes, résultats des deux meilleurs scores
- Élections européennes de 2004 : 30,32 % pour Harlem Désir (PS), 16,16 % pour Marielle de Sarnez (UDF), 55,44 % de participation[52].
- Élections européennes de 2009 : 26,38 % pour Daniel Cohn-Bendit (Europe Écologie), 26,35 % pour Michel Barnier (UMP), 55,29 % de participation[53].
- Élections européennes de 2014 : 19,28 % pour Pervenche Berès (Choisir notre Europe), 17,92 % pour Alain Lamassoure (UMP), 56,33 % de participation[54].
- Élections européennes de 2019 : 31,12 % pour Nathalie Loiseau (LREM), 21,27 % pour Yannick Jadot (EELV), 62,23 % de participation.
- Elections européennes de 2024 : 24,25% pour Raphaël Glucksmann (PP), 18,76% pour Valérie Hayer (RE), 63,62% de participation[55].

#### Élections régionales, résultats des deux meilleurs scores
- Élections régionales de 2004 : 54,77 % pour Jean-Paul Huchon (PS), 40,13 % pour Jean-François Copé (UMP), 73,34 % de participation[56].
- Élections régionales de 2010 : 60,45 % pour Jean-Paul Huchon (PS), 39,55 % pour Valérie Pécresse (UMP), 59,17 % de participation[57].
- Élections régionales de 2015 : 50,59% pour Claude Bartolone (PS), 42,17% pour Valérie Pécresse (UMP), 64,36% de participation[58].
- Élections régionales de 2021 : 42,45% pour Julien Bayou (PS), 40,93% pour Valérie Pécresse (SL), 44,41% de participation[59].

#### Élections cantonales et départementales, résultats des deuxièmes tours
- Élections cantonales de 2004 : 56,46 % pour David Ros (PS), 43,54 % pour Marie-Hélène Aubry (UMP), 73,51 % de participation[60].
- Élections cantonales de 2011 : 63,12 % pour David Ros (PS), 36,88 % pour Raymond Raphaël (UMP), 48,18 % de participation[61].
- Élections départementales de 2015 : 56,97 % pour Anne Launay (EELV) et David Ros (PS), 43,03 % pour Marie-Christine Graveleau (UMP) et Francisque Vigouroux (UDI), 53,64 % de participation.
- Élections départementales de 2021 : 63,55 % pour Anne Launay (EELV) et David Ros (PS), 36,45  % pour Marie-Christine Graveleau (UMP) et Francisque Vigouroux (UDI), 44,44 % de participation[62].

#### Élections municipales
Lors du premier tour des élections municipales de 2008 dans l'Essonne, la liste DVG menée par David Ros obtient la majorité absolue des suffrages exprimés, avec 3 862 voix (50,56 %, 25 conseillers municipaux élus), devançant de 86 voix celle UMP menée par la maire sortante, Marie-Hélène Aubry, qui recueille 3 776 voix (49,44 %, 8 conseillers municipaux élus).
Lors de ce scrutin, 30,20 % des électeurs se sont abstenus.
Lors du second tour des élections municipales de 2014 dans l'Essonne, la liste PS menée par le maire sortant David Ros obtient la majorité absolue des suffrages exprimés, avec 3 866 voix (55,06 %, 26 conseillers municipaux élus dont 6 communautaires), devançant largement celle UMP-UDI menée par Raymond Raphael, qui a recueilli 3 155 voix 	(44,93 %, 7 conseillers municipaux élus dont 1 communautaire).
 Lors de ce scrutin, 35,59 % des électeurs se sont abstenus,.
Lors du premier tour des élections municipales de 2020 dans l'Essonne, la liste PS menée par le maire sortant David Ros obtient la majorité absolue des suffrages exprimés, avec 2 710 voix (53,88 %, 26 conseillers municipaux élus dont 4 communautaires), devançant très largement celles menées respectivement par : 
- Jean-Christophe Péral[69] (DIV, 983 voix, 19,54 %, 3 conseillers municipaux élus) ;
- Louis Leroy[70] (DVD et LREM, 976 voix, 19,40 %, 3 conseillers municipaux élus) ;
- Éric Lucas (DVD, 360 voix, 7,15 %, 1 conseiller municipal élu).

Lors de ce scrutin marqué par la pandémie de Covid-19 en France, 54,16 % des électeurs se sont abstenus.

#### Référendums
- Référendum de 2000 relatif au quinquennat présidentiel : 76,14 % pour le Oui, 23,86 % pour le Non, 39,80 % de participation[71].
- Référendum de 2005 relatif au traité établissant une Constitution pour l’Europe : 65,13 % pour le Oui, 34,87 % pour le Non, 79,14 % de participation[72].

### Administration municipale
Compte tenu de la population de la commune, son conseil municipal est composé de trente-trois membres, y compris le maire et ses adjoints

### Liste des maires
Quarante-sept maires se sont succédé à la tête de l’administration municipale d’Orsay depuis l’élection du premier en 1790.

### Jumelages
| Kempen Vila Nova de Paiva Orsay |

Orsay a développé des associations de jumelage avec :
- Kempen (Allemagne) depuis 1973, située à 424 kilomètres[84].
- Vila Nova de Paiva (Portugal) depuis 2010[85].

Elle a par ailleurs développé un partenariat d’aide au développement agricole sans jumelage avec la commune de Dogondoutchi au Niger.

## Équipements et services publics

### Enseignement
La commune est rattachée à l’académie de Versailles.
Plusieurs structures accueillent les enfants et élèves de la ville, par ordre d’âges, le centre multi-accueil Le Petit-Prince, les crèches du Parc et de La Farandole, les écoles maternelles du Guichet, de Maillecourt, du Centre et de Mondétour, les écoles primaires du Centre, de Mondétour, du Guichet, les collèges Alexander-Fleming et Alain-Fournier, le lycée général et technologique Blaise-Pascal qui possède une section de CPGE Mathématiques supérieures et Mathématiques spéciales parmi les meilleures de France.
S’ajoutent deux établissements privés catholiques, l’école maternelle et élémentaire Sainte-Suzanne et le Cours secondaire d’Orsay, école maternelle, élémentaire, collège et lycée général qui est le second meilleur établissement du département selon le classement 2009 de L'Express. Cet établissement met en œuvre la pédagogie du Père Faure, inspirée de Maria Montessori dans les classes maternelles et élémentaires.

#### Enseignement supérieur

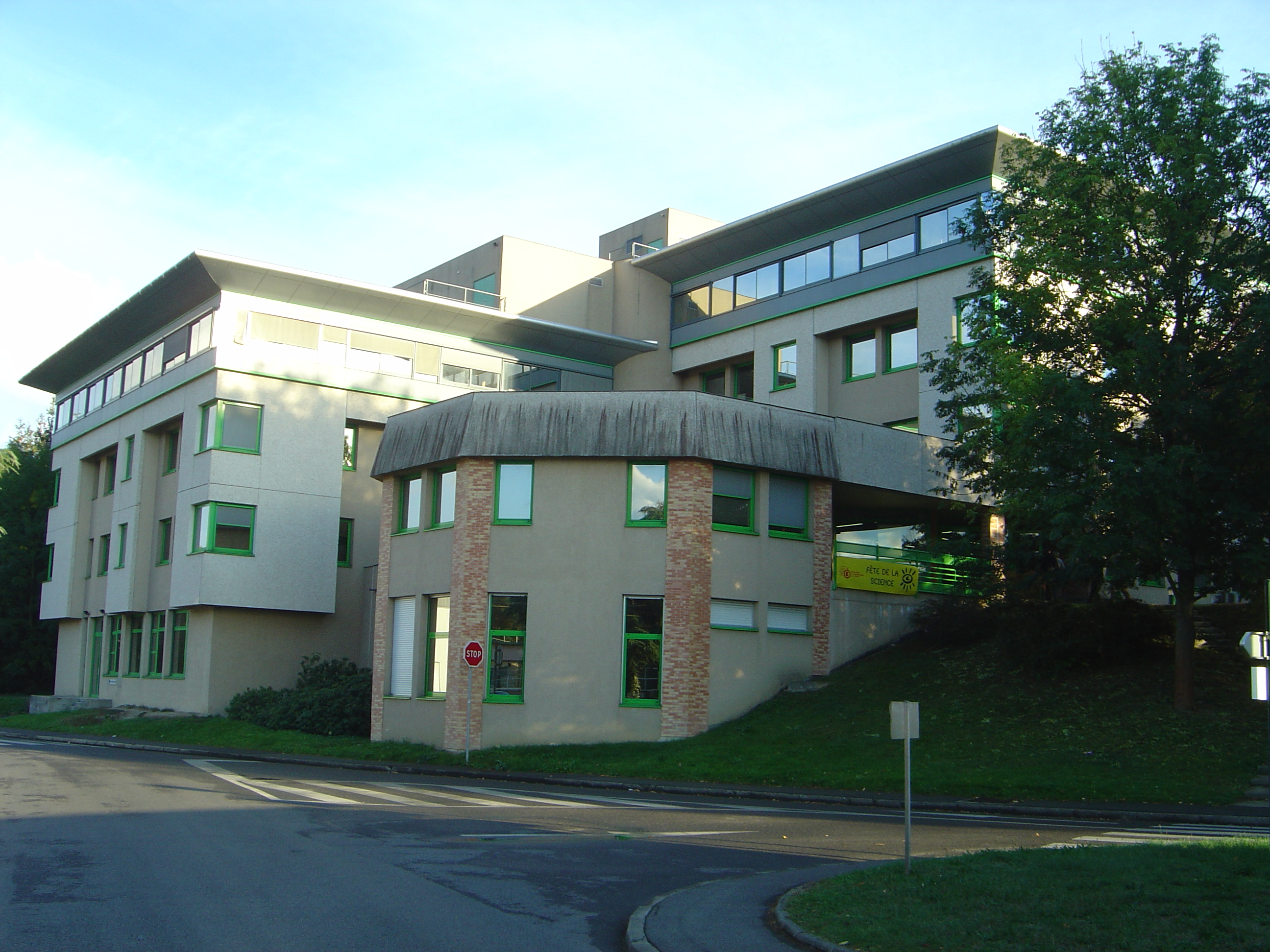
Le laboratoire d’astrophysique de l’université.

La ville d’Orsay, au cœur de la « Vallée de la Science » et du pôle Paris-Saclay accueille en centre ville et dans le parc de deux cents hectares la présidence, les services généraux de l’Université Paris-Saclay, et concentre une forte communauté scolaire (13 000 étudiants, 1 700 enseignants, 2 100 doctorants, 1 800 membres du personnel administratif et techniciens), à travers les cinq unités de formation et de recherche (les UFR de la faculté des sciences d'Orsay et STAPS), les trois instituts universitaires de technologie (les IUT de Chimie, Informatique et Mesures Physiques), l'École polytechnique universitaire de l'université Paris-Saclay, les soixante laboratoires, les 500 000 mètres carrés de locaux et les résidences universitaires du centre régional des œuvres universitaires et scolaires (Crous).
Le campus d'Orsay et l’hôpital sont par ailleurs liés dans la recherche et la thérapie avec l’utilisation conjointe du troisième centre mondial de protonthérapie de l’Institut Curie depuis 1991. Le centre national de la recherche scientifique (CNRS) est aussi présent avec l’implantation de l’institut de physique nucléaire, le laboratoire de l'accélérateur linéaire, le centre de spectrométrie nucléaire et de spectrométrie de masse.
Enfin, l’hôpital d'Orsay est doté d’un Institut de formation en soins infirmiers sur le site du Grand-Mesnil à Bures-sur-Yvette.

### Santé

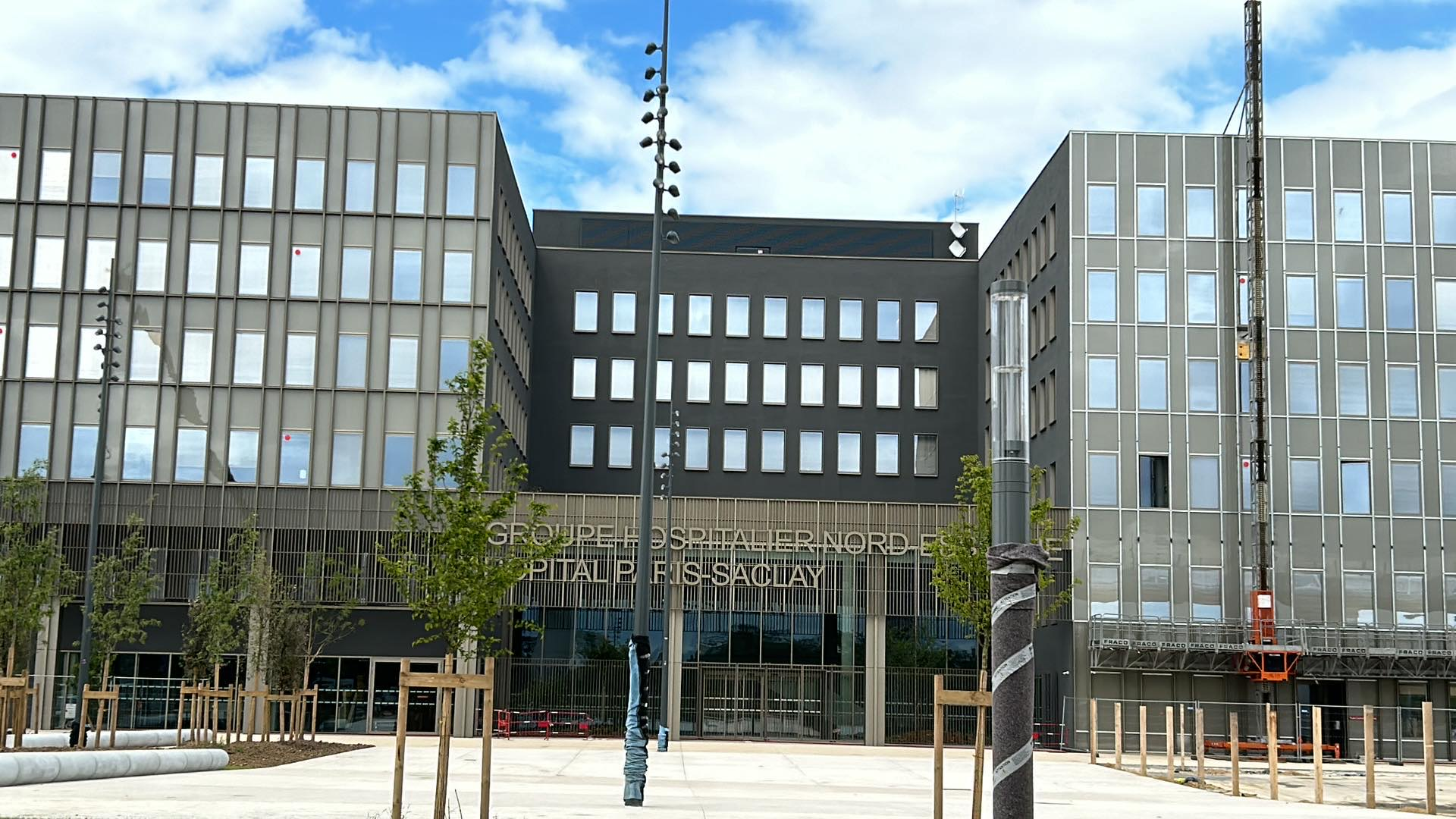
Le nouvel hôpital Paris-Saclay inauguré en juin 2024, situé dans le quartier « Corbeville » du plateau de Saclay, à Orsay

La commune accueille sur son territoire le centre hospitalier d’Orsay inauguré en 1836, qui bénéficie d’une capacité de quatre cent trente-et-un lits, avec des services spécialisés en médecine générale, cardiologie, gastro-entérologie, hépatologie, neurologie, chirurgie, pédiatrie et néonatalogie, gynécologie et obstétrique, psychiatrie. La maternité d’Orsay réalise en moyenne 1 068 accouchements par an. L’hôpital est aussi équipé d’un centre d’analyse, d’un centre de radiographie et d’imagerie médicale par IRM. En outre, un centre de protonthérapie est installé sur le campus, en partenariat avec l’hôpital. Enfin, l’hôpital d’Orsay est le centre de base des SMUR et SAMU pour le Nord-Ouest essonnien. Avec une note de 74,22 sur cent en 2009 dans le classement réalisé par L’Express, il se situe dans la moyenne des établissements à la cent quarante-troisième place nationale. Le « CHO » a été modernisé au début des années 2010, avec la création d'une extension reliant les deux bâtiments, celui, original, construit au XIXe siècle, et celui édifié dans les années 1970.
Elle accueille aussi plus de cent quarante médecins dans toutes les spécialités, certains exerçant dans le cadre de l’hôpital, d’autres en médecine de ville, dix-sept chirurgiens-dentistes et six pharmacies exercent dans la commune, deux résidences adaptées aux personnes âgées pour un total de cent treize logements sont implantées en centre-ville. Un centre de la protection maternelle et infantile et un centre de la planification familiale sont implantés dans la commune.
Par ailleurs, le Service hospitalier Frédéric-Joliot est implanté dans cet hôpital. Dépendant du centre CEA de Saclay, il a été créé pour développer les applications du nucléaire dans le domaine médical : scintigraphies classiques et aussi tomographie par émission de positons (TEP) grâce à l'usage d'un cyclotron sur place.
En 2024, l'hôpital Paris-Saclay ouvre à Orsay, dans le quartier de Corbeville, au cœur du technopôle de Paris-Saclay,. L'investissement public est de 245 millions d’euros, il vise à regrouper les activités des hôpitaux de Juvisy-sur-Orge, Longjumeau et de l'ancien hôpital d'Orsay.

### Équipements culturels

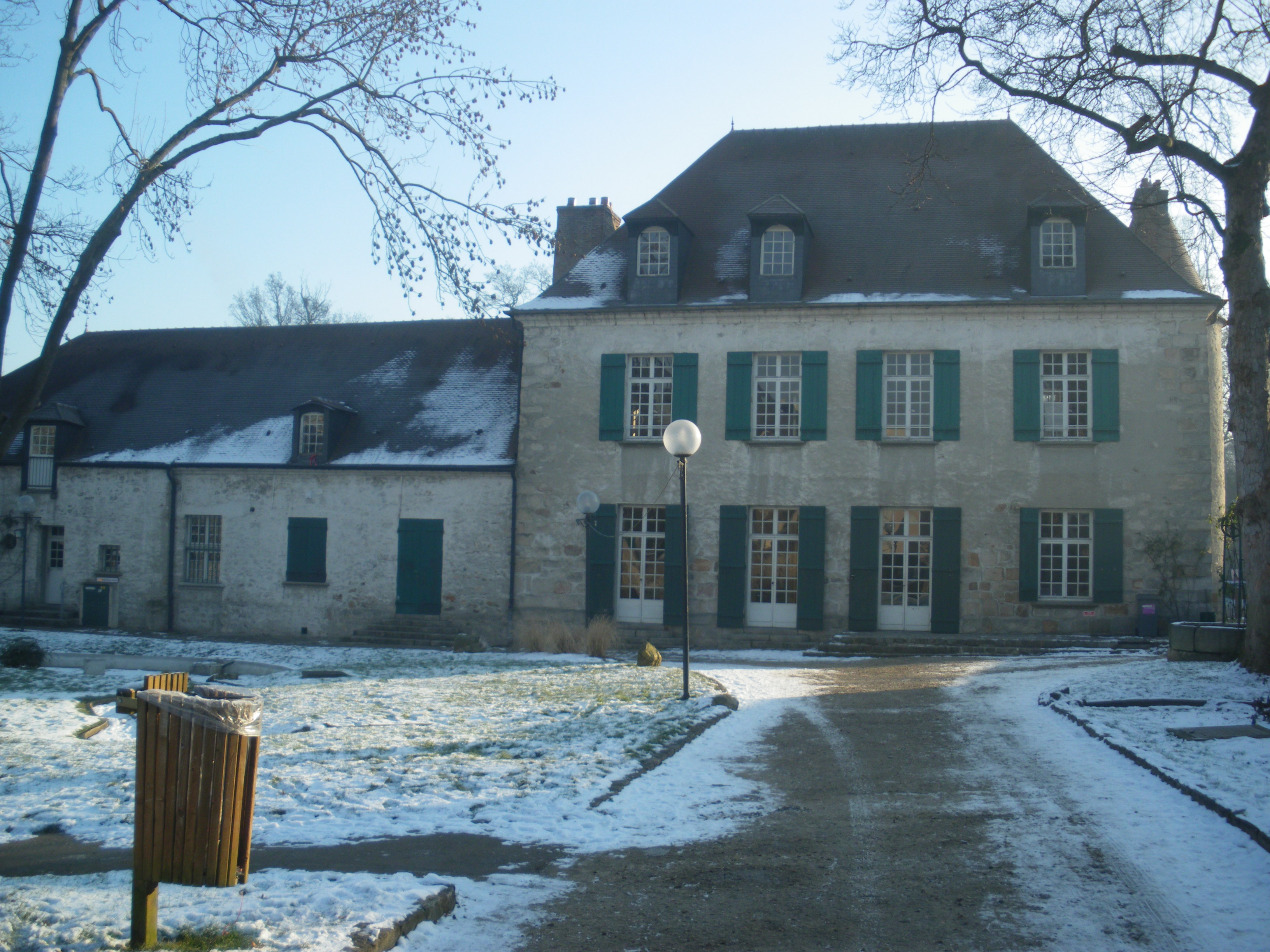
La salle d’exposition La Grande Bouvêche.

La commune propose différentes installations culturelles, la plupart regroupées en centre-ville dont la salle de cinéma « Les Trois Jacques », l’auditorium et la salle de spectacle Jacques-Tati, le centre d’exposition de la Grande Bouvêche, la MJC Jacques-Tati, la maison de quartier Pierre-Mendès-France, la maison des associations, la bibliothèque et discothèque Georges-Brassens, l’office de tourisme de la Vallée de Chevreuse, et le Conservatoire à Rayonnement Départemental Paris-Saclay disposant d'un auditorium de plus de 200 places.

### Équipements sportifs
Orsay dispose de nombreuses infrastructures sportives dont : le stade de la Terrasse avec deux terrains de rugby, quatre terrains de football, une piste d’athlétisme, un plateau d’évolution, des jardins et pas de tir à l'arc, des courts de tennis en terre battue au bord de l'Yvette et des courts couverts récemment rénovés sur le plateau limitrophe des Ulis, les gymnases Marie-Thérèse-Eyquem (plateau d’évolution et deux salles spécialisées gymnastique aux agrès et arts martiaux), du Guichet, Jean-Charles-Blondin et de Mondétour, les tennis de Mondétour et de l’ATO, la piscine olympique trois bassins dont deux couverts et une fosse de plongeon, un studio de danse de cent soixante mètres carrés et le centre municipal d’initiation aux sports offrant des stages.

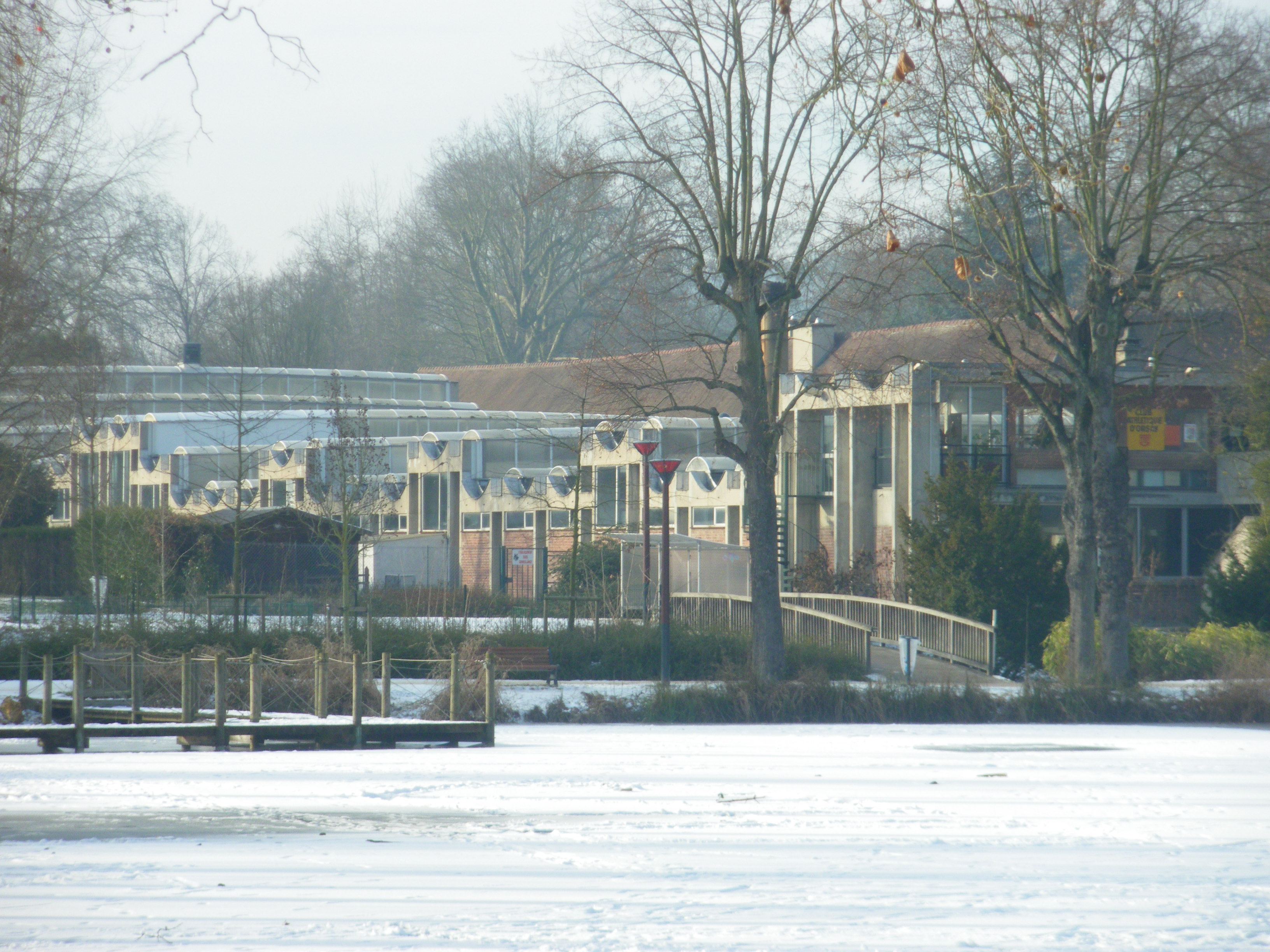
La piscine municipale vue du lac du Mail en hiver.
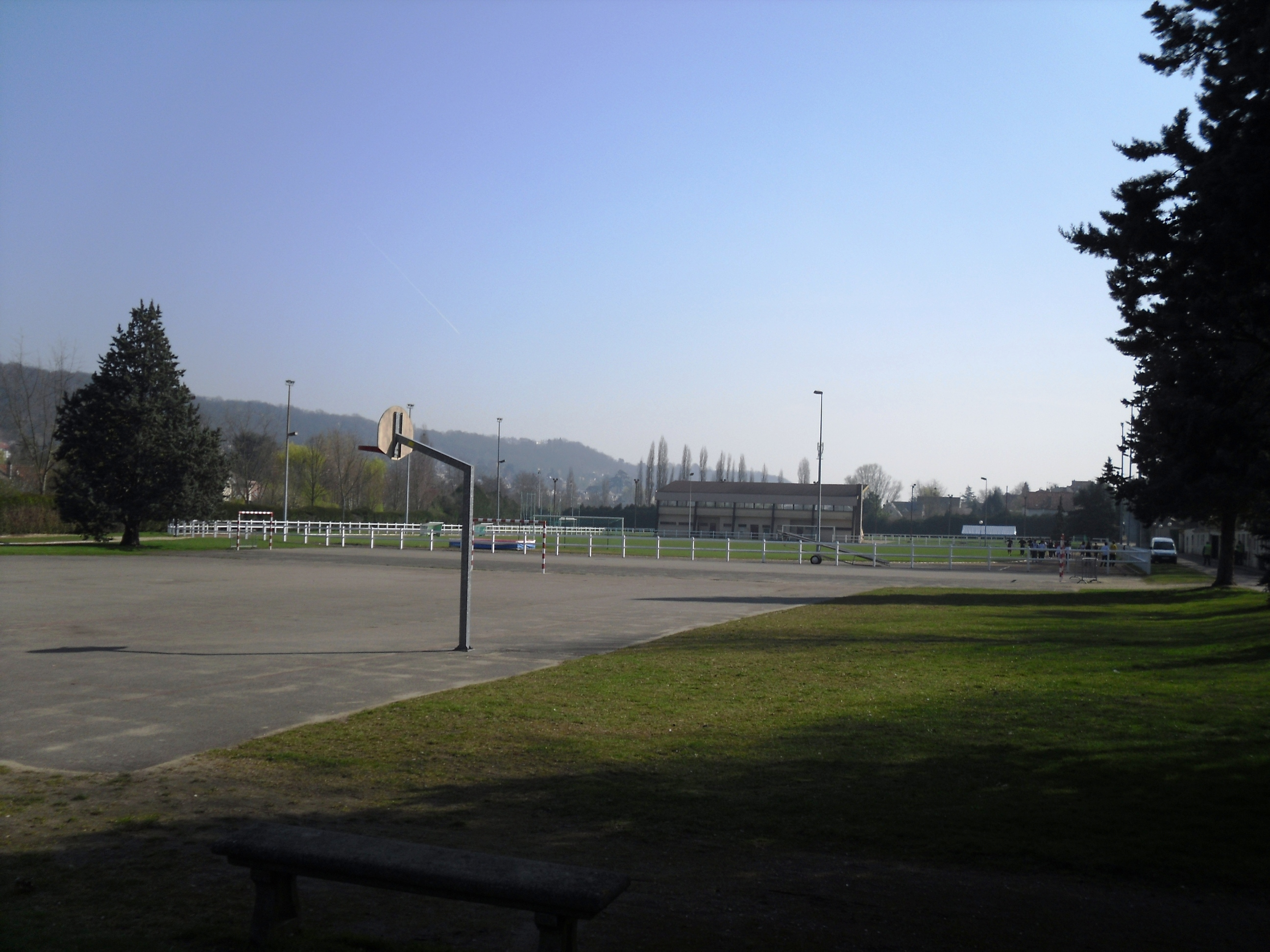
Le stade municipal.

### Postes et télécommunications

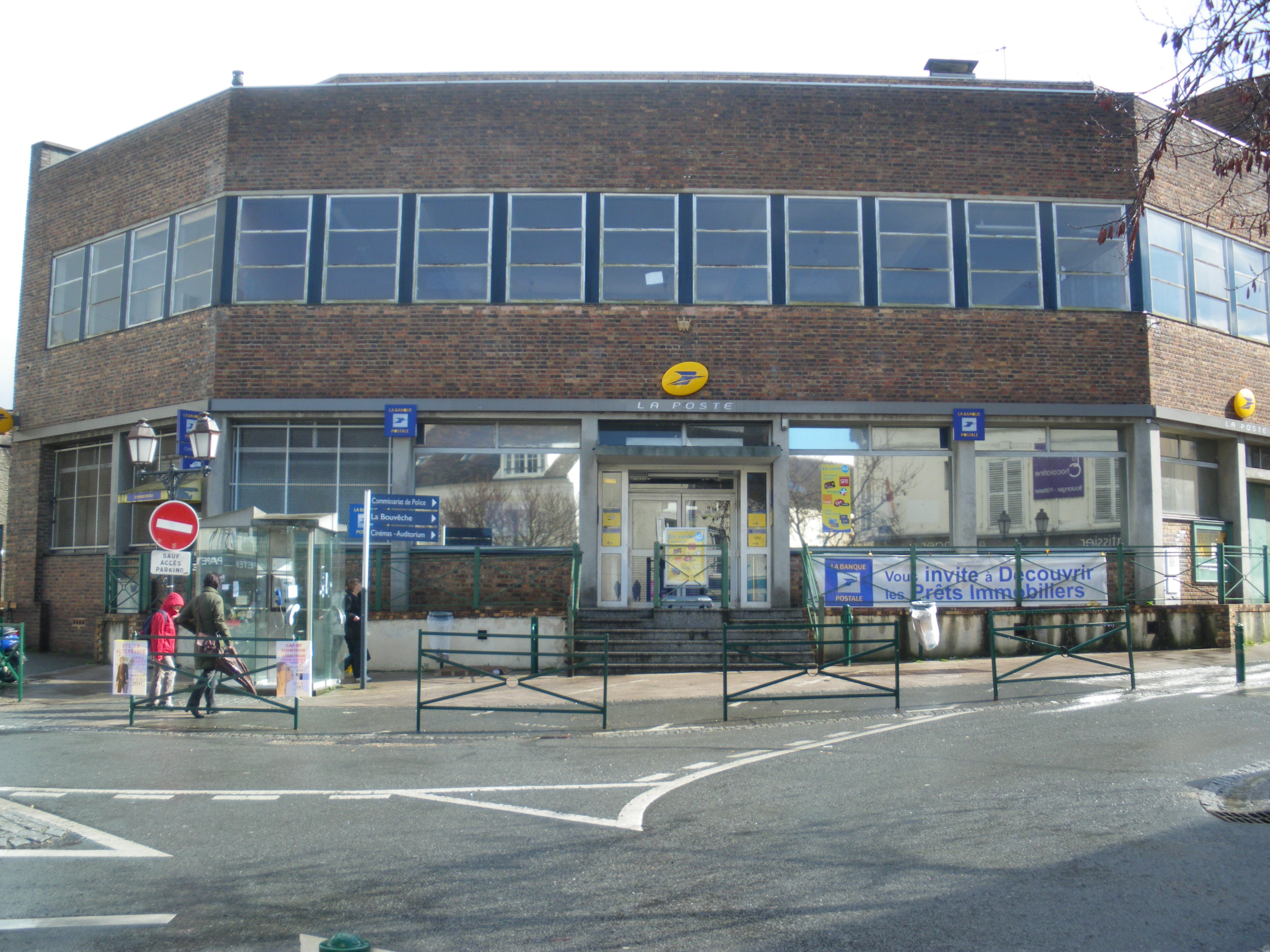
Le bâtiment de la poste centrale appelé à être détruit en 2025 dans le cadre de l'aménagement du centre-ville

La commune dispose d'un bureau de poste en centre-ville, d'une agence postale à Mondétour.

### Justice, sécurité, secours et défense
Orsay dépend du commissariat de Police des Ulis.
La commune est rattachée à la juridiction d’instance de Palaiseau, de grande instance et de commerce d’Évry, à la cour d'appel de Paris.
Un office notarial et neuf avocats rattachés au barreau d’Évry exercent dans la commune.

## Population et société

### Démographie

#### Évolution démographique
L'évolution du nombre d'habitants est connue à travers les recensements de la population effectués dans la commune depuis 1793. Pour les communes de plus de 10 000 habitants les recensements ont lieu chaque année à la suite d'une enquête par sondage auprès d'un échantillon d'adresses représentant 8 % de leurs logements, contrairement aux autres communes qui ont un recensement réel tous les cinq ans,.

En 2022, la commune comptait 16 655 habitants, en évolution de −0,14 % par rapport à 2016 (Essonne : +2,89 %, France hors Mayotte : +2,11 %).
| 1793 | 1800 | 1806 | 1821 | 1831  | 1836  | 1841  | 1846  | 1851  |
| ---- | ---- | ---- | ---- | ----- | ----- | ----- | ----- | ----- |
| 852  | 947  | 948  | 910  | 1 011 | 1 034 | 1 069 | 1 215 | 1 172 |

| 1856  | 1861  | 1866  | 1872  | 1876  | 1881  | 1886  | 1891  | 1896  |
| ----- | ----- | ----- | ----- | ----- | ----- | ----- | ----- | ----- |
| 1 152 | 1 271 | 1 426 | 1 297 | 1 320 | 1 566 | 1 672 | 1 773 | 1 852 |

| 1901  | 1906  | 1911  | 1921  | 1926  | 1931  | 1936  | 1946  | 1954  |
| ----- | ----- | ----- | ----- | ----- | ----- | ----- | ----- | ----- |
| 1 904 | 2 184 | 2 392 | 2 538 | 3 213 | 3 749 | 4 213 | 5 186 | 6 443 |

| 1962  | 1968   | 1975   | 1982   | 1990   | 1999   | 2006   | 2011   | 2016   |
| ----- | ------ | ------ | ------ | ------ | ------ | ------ | ------ | ------ |
| 9 344 | 12 087 | 13 544 | 14 071 | 14 863 | 16 236 | 16 597 | 15 903 | 16 678 |

| 2021   | 2022   | - | - | - | - | - | - | - |
| ------ | ------ | - | - | - | - | - | - | - |
| 16 007 | 16 655 | - | - | - | - | - | - | - |

Depuis les débuts du recensement des personnes et non des « feux », la commune a connu une relative stagnation de la population jusqu’à la moitié du XIXe siècle et l’arrivée du chemin de fer venant de Paris. La guerre de 1870 fit perdre près de 10 % de la population à la commune, mais elle connut ensuite une croissance soutenue de cent à cent-cinquante personnes entre chaque recensement. Le XXe siècle confirma cette croissance, qui permit de compenser les pertes des Première et Seconde Guerre mondiale s’élevant à cent neuf personnes pour cette petite commune. Les années 1960, avec l’urbanisation du quartier de Mondétour pour accueillir les rapatriés d’Algérie ou la construction de grands ensembles pour loger les Parisiens chassés par les restructurations de la capitale entraîna un doublement de la population entre 1954 et 1968. Depuis, la population orcéenne croît plus raisonnablement au rythme de l’avancée de l’urbanisation dans la vallée et sur le plateau de Saclay et a dépassé au cours des années 1990 les 16 000 habitants. En 1999, 5,9 % de la population était étrangère avec une communauté importante du Portugal (2,1 %), 9,6 % des foyers étaient composés de familles monoparentales.

#### Pyramide des âges
La population de la commune est relativement jeune.
En 2018, le taux de personnes d'un âge inférieur à 30 ans s'élève à 42,2 %, soit au-dessus de la moyenne départementale (39,9 %). À l'inverse, le taux de personnes d'âge supérieur à 60 ans est de 22,0 % la même année, alors qu'il est de 20,1 % au niveau départemental.
En 2018, la commune comptait 8 003 hommes pour 7 841 femmes, soit un taux de 50,51 % d'hommes, légèrement supérieur au taux départemental (48,98 %).
Les pyramides des âges de la commune et du département s'établissent comme suit.
| Hommes | Classe d’âge | Femmes |
| ------ | ------------ | ------ |
| 0,5    | 90 ou +      | 1,7    |
| 6,9    | 75-89 ans    | 10,4   |
| 10,8   | 60-74 ans    | 13,8   |
| 19,1   | 45-59 ans    | 19,9   |
| 16,0   | 30-44 ans    | 16,4   |
| 31,5   | 15-29 ans    | 25,1   |
| 15,1   | 0-14 ans     | 12,7   |

| Hommes | Classe d’âge | Femmes |
| ------ | ------------ | ------ |
| 0,5    | 90 ou +      | 1,4    |
| 5,4    | 75-89 ans    | 7,2    |
| 12,9   | 60-74 ans    | 13,9   |
| 20     | 45-59 ans    | 19,4   |
| 19,9   | 30-44 ans    | 20,1   |
| 20     | 15-29 ans    | 18,2   |
| 21,3   | 0-14 ans     | 19,8   |

### Manifestations culturelles et festivités
Différentes manifestations nationales sont relayées sur la commune : la Fête de la musique, la Fête de la science, la Fête de l'Internet. La fête de la commune se déroule traditionnellement le deuxième dimanche de mai. Un groupe de Scouts et Guides de France est présent à Orsay et participe à l’animation culturelle et sportive de la commune. Une télévision associative disponible sur Internet organisée par les jeunes du collège Alain-Fournier complète le journal municipal pour relater les événements de la commune.

### Sports et loisirs
Le Club athlétique d'Orsay rugby club est l'un des plus actifs du département[réf. nécessaire] et évolue en Fédérale 2.

### Lieux de culte
Le territoire de la commune est divisé sur deux paroisses catholiques qui dépendent du diocèse d’Évry-Corbeil-Essonnes et du doyenné de l’Yvette-Gif-Orsay : la Paroisse des Ulis-Mondétour-Montjay pour les quartiers de Mondétour, du bois du Roi et du bois Persan, et la Paroisse d'Orsay pour le reste de la commune. Elle dispose de l’église principale Saint-Martin-Saint-Laurent, de la chapelle de la Clarté-Dieu et de la chapelle Notre-Dame-de-la-Plaine à Mondétour, dépendant de la paroisse des Ulis. Une paroisse évangélique portugaise et une protestante évangélique, une pagode bouddhiste Khuông Viêt complètent l’offre de lieux de culte.

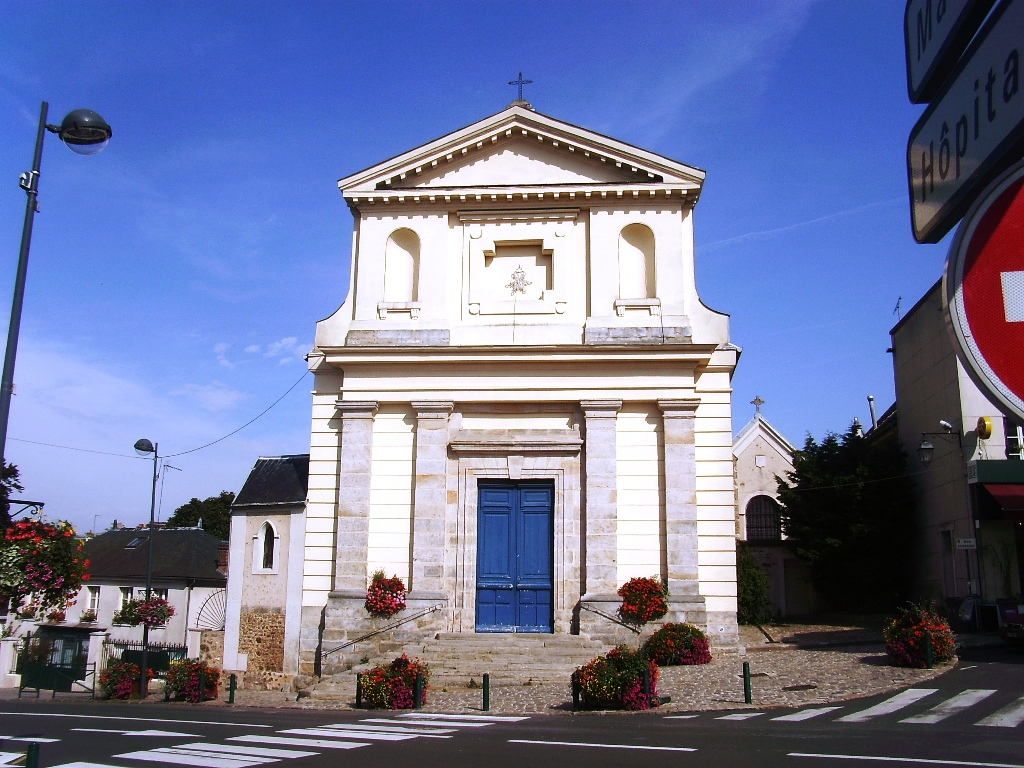
L’église Saint-Martin-et-Saint-Laurent.
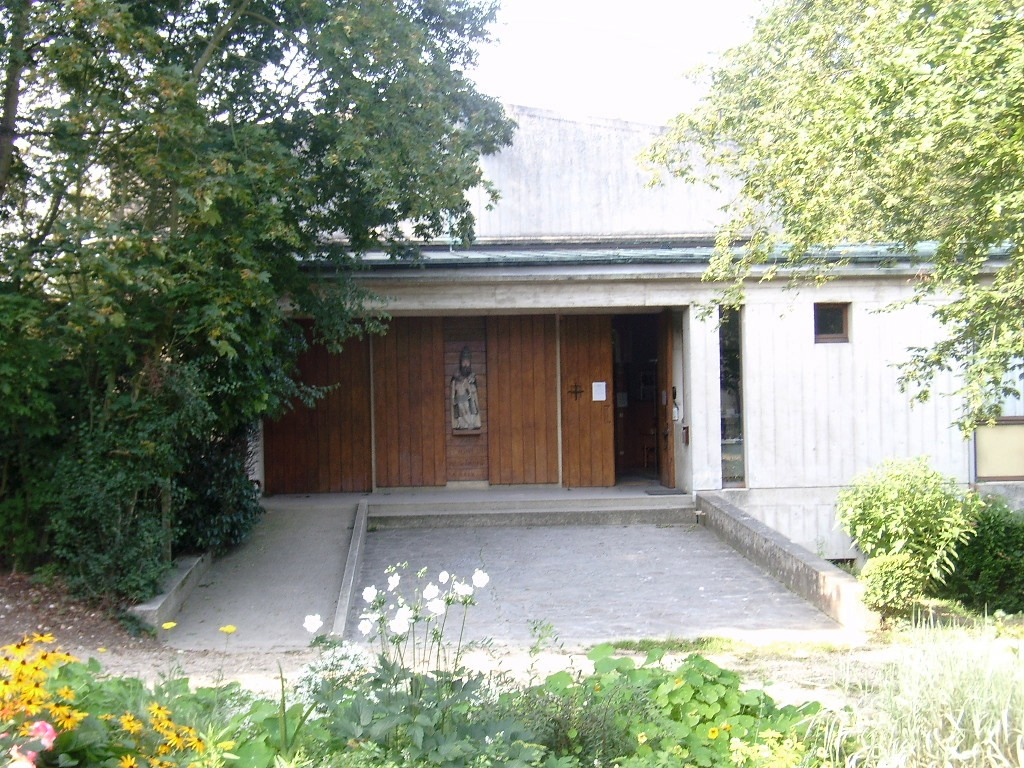
La chapelle de la Clarté-Dieu par Xavier Arsène-Henry.
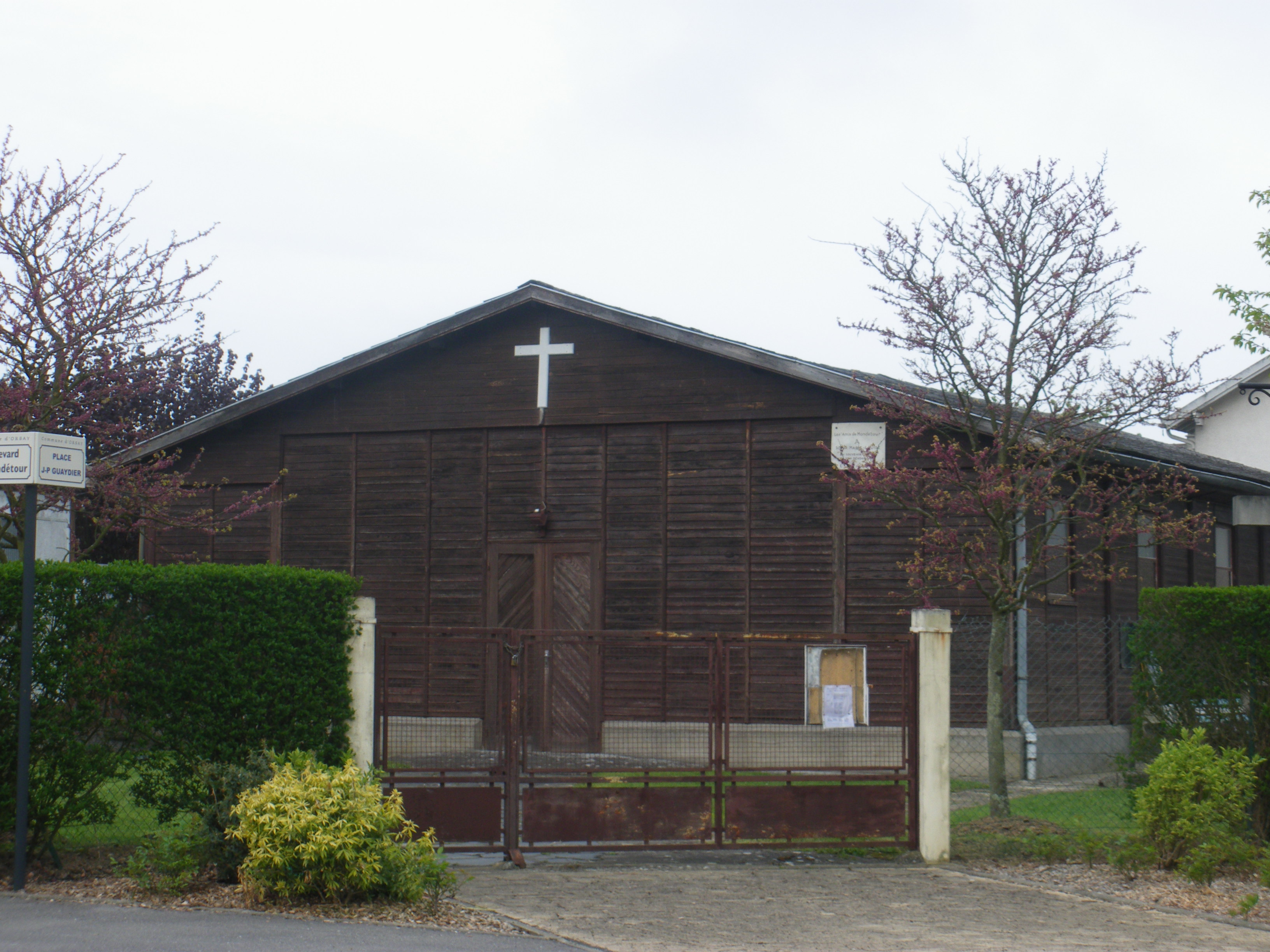
La chapelle Notre-Dame-de-la-Plaine.

Le jardin des franciscains de la Clarté-Dieu est un cloître ouvert. En inspiration de conceptions d'une nature rendant gloire à Dieu, ce jardin comprend trois hectares où l'ensemble des végétaux évolue de façon spontanée. L'homme s'efface devant la nature. Le parcours des chemins y évolue en fonction du développement des végétaux.

### Médias
L’hebdomadaire Le Républicain diffuse une édition pour le Nord-Essonne qui traite en partie des informations du secteur. La chaîne de télévision régionale Télif, qui a repris les programmes de Téléssonne diffuse des informations locales sur le réseau câblé, satellite et ADSL.

## Économie

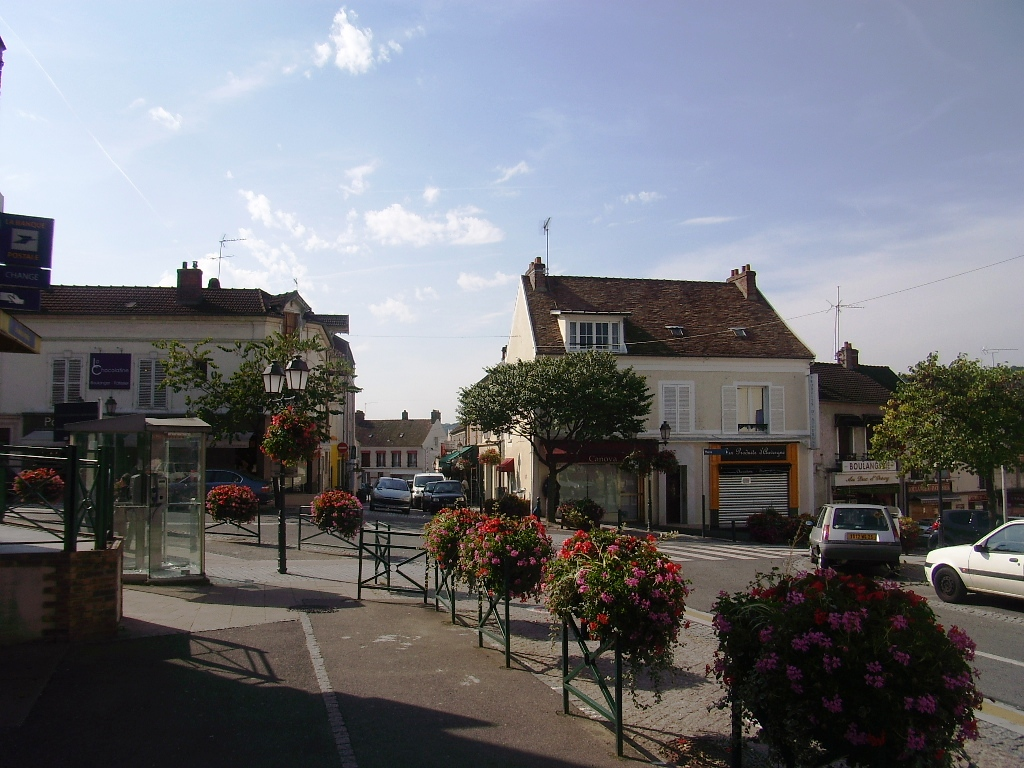
Vue du centre-ville d’Orsay.

Bien que principalement résidentielle, la commune accueille sept cent quatre-vingt-quatre entreprises, pour la plupart des commerces de proximité ou de jeunes organisations, au sein de la pépinière d'entreprises et du Parc-Club. La commune est ainsi le centre du bassin d'emploi d’Orsay définit par l’Insee qui regroupait vingt-cinq communes et 125 975 habitants en 1999. Le centre-ville est particulièrement dense en commerces, services et cabinets médicaux,. La commune dispose en outre de deux bureaux de Poste, d’agences de chaque banque nationale et sociétés d’assurance. En centre-ville, un marché se tient les mardis, vendredis et dimanche matins, un marché biologique le dimanche matin. Un autre marché se tient les dimanches matin dans le quartier de Mondétour. Un Lions Club et un Rotary Club agissent socialement et économiquement sur le territoire de la commune. La commune dispose d’une antenne de la chambre de commerce et d'industrie de l'Essonne.
L’implantation de l’université Paris XI sur la commune et les organisations associées comme l'IFIPS, les centres de recherche d’entreprises (Institut Curie ou anciennement Pfizer dont les locaux ont été repris par le siège de Westinghouse France), du parc d'affaires Orsay-Université et du centre hospitalier permettent à la commune de percevoir des revenus importants de taxe professionnelle et de bénéficier d’un fort dynamisme économique. La présence de deux gares du RER B permet en outre à la population active de rallier rapidement les centres économiques de la région.

### Emplois, revenus et niveau de vie
Le taux de chômage en 2020 s'élevait à 5,4% et le revenu médian disponible par unité de consommation en 2020 à 32 230 €. 58,9% des ménages orcéens sont propriétaires de leur résidence principale. Située au cœur de la vallée de la science, 39,7% de la population non scolarisée ont un diplôme de l'enseignement supérieur de niveau bac + 5 ou plus, et 86,2% des 18–24 ans sont scolarisés. Cette présence de nombreux étudiants se retrouve dans la pyramide des âges avec un taux de 27,6% de la population entre 15 et 29 ans. Avec un prix moyen au mètre carré de 4 501 € en décembre 2023, Orsay est l'une des communes les plus chères du département.
| Répartition des emplois par catégorie socioprofessionnelle en 2020. |              |                                           |                                                   |                                       |                                       |                                                              |
|                                                                     | Agriculteurs | Artisans, commerçants, chefs d’entreprise | Cadres et professions intellectuelles supérieures | Professions intermédiaires            | Employés                              | Ouvriers                                                     |
| Orsay                                                               | 0,0 %        | 3,0%                                      | 47,0%                                             | 24,5%                                 | 19,8%                                 | 5,8%                                                         |
| Moyenne nationale (en 2018)                                         | 1,5%         | 6,5%                                      | 21,6%                                             | 24,7%                                 | 26,2%                                 | 19,1%                                                        |
| Répartition des emplois par secteur d'activité en 2020.             |              |                                           |                                                   |                                       |                                       |                                                              |
|                                                                     | Agriculture  | Industrie                                 | Construction                                      | Commerce, transports, services divers | Commerce, transports, services divers | Administration publique, enseignement, santé, action sociale |
| Orsay                                                               | 0,1%         | 3,7%                                      | 3,1%                                              | 45,3%                                 | 45,3%                                 | 47,9%                                                        |
| Moyenne nationale (en 2018)                                         | 2,5%         | 13,3%                                     | 6,7%                                              | 39.5%                                 | 39.5%                                 | 36,5%                                                        |
| Source : Insee                                                      |              |                                           |                                                   |                                       |                                       |                                                              |

## Culture locale et patrimoine

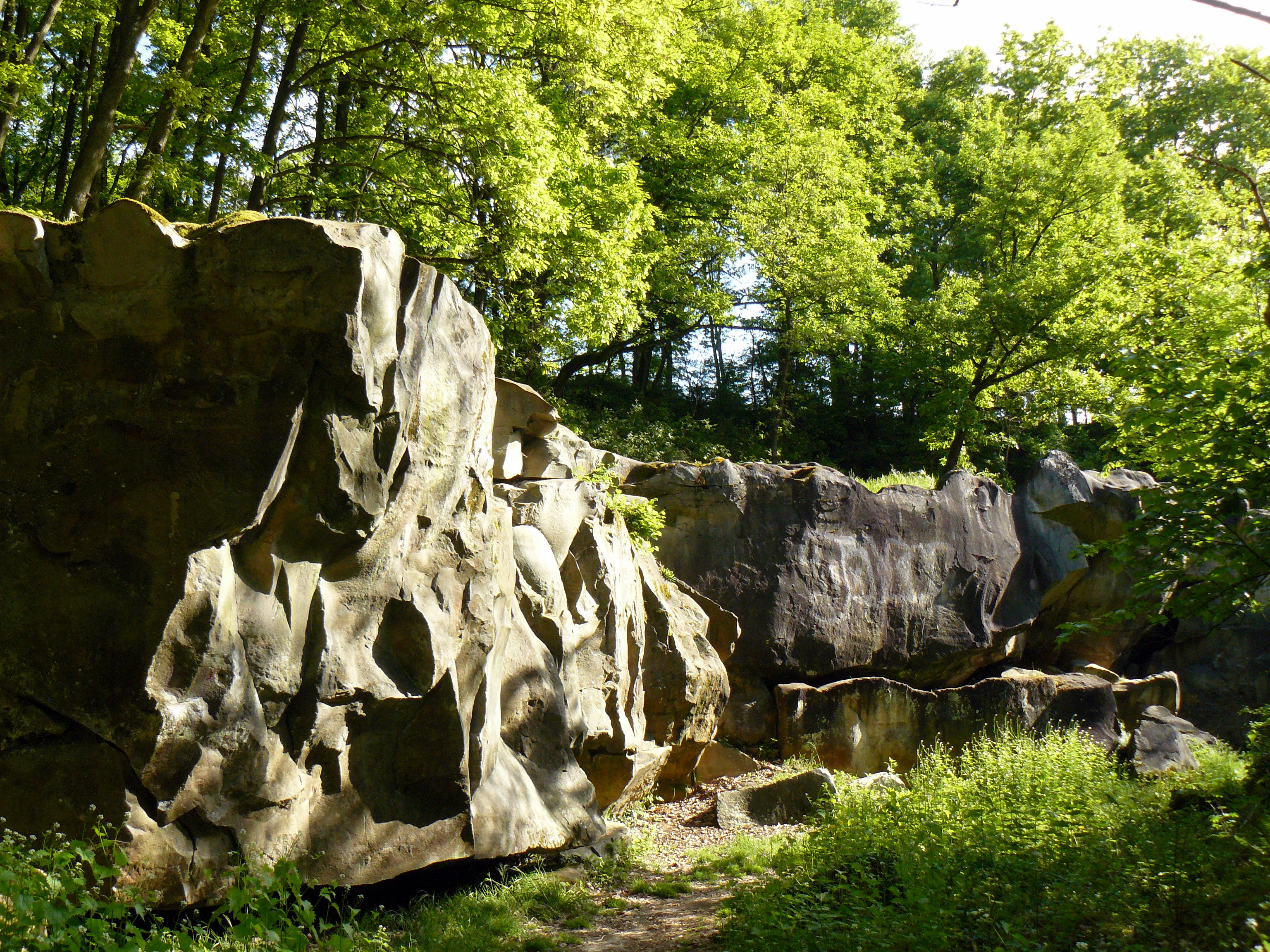
Anciennes carrières de grès de La Troche.

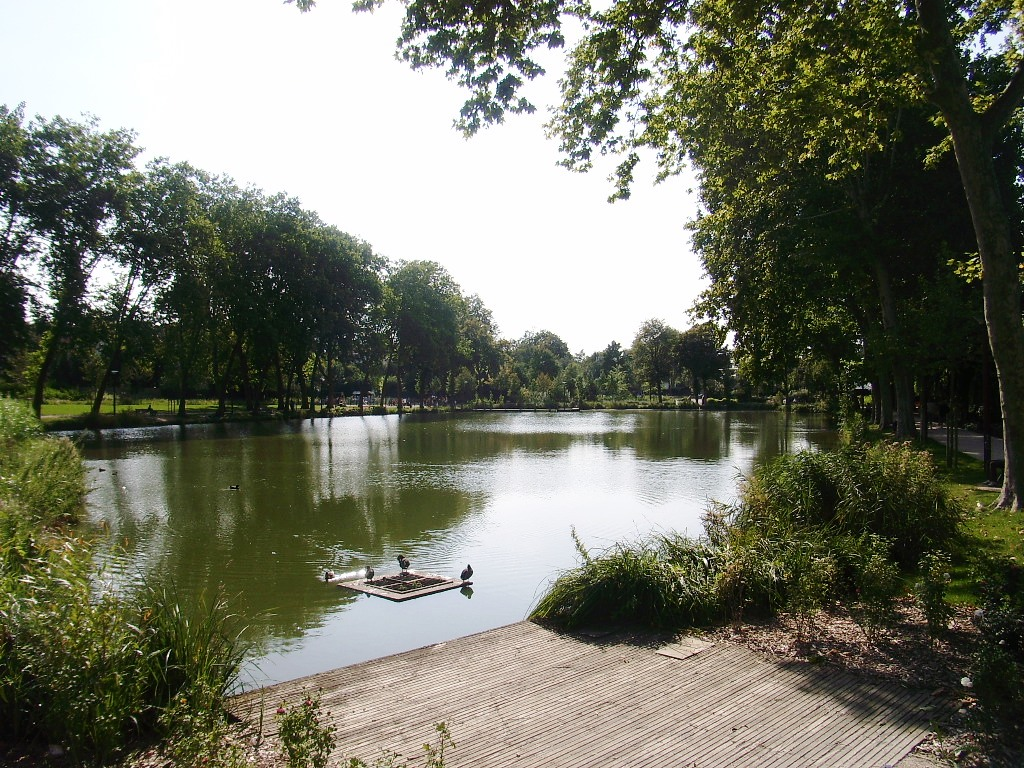
Le lac du Mail.

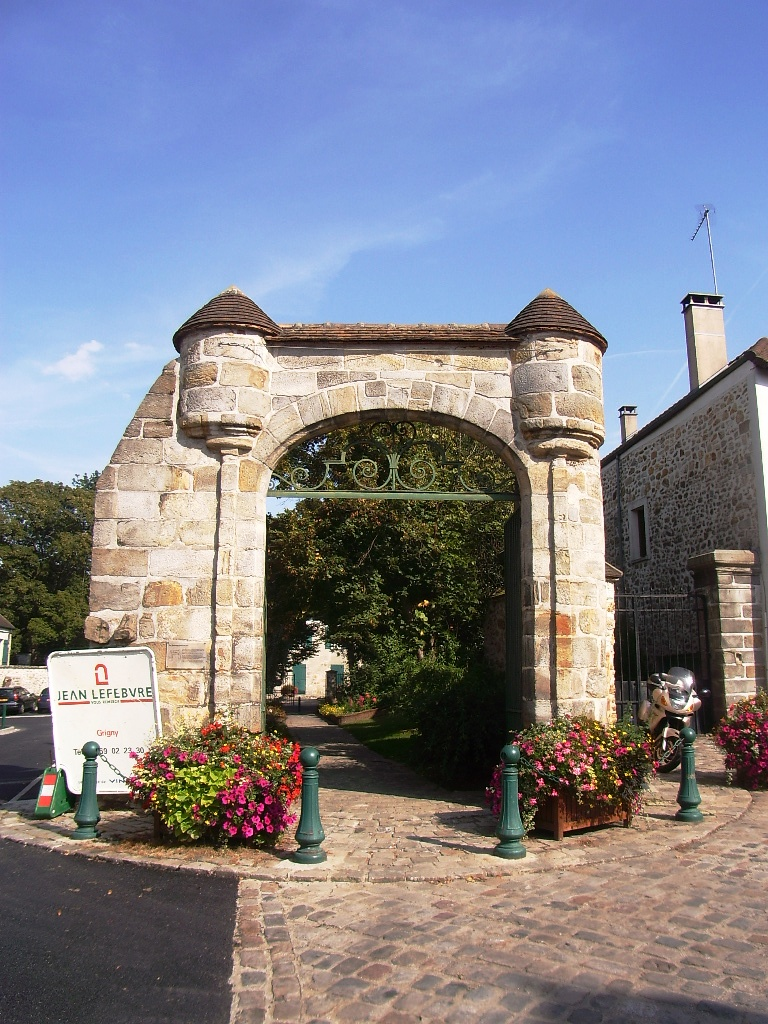
La porte de la Grande Bouvêche.

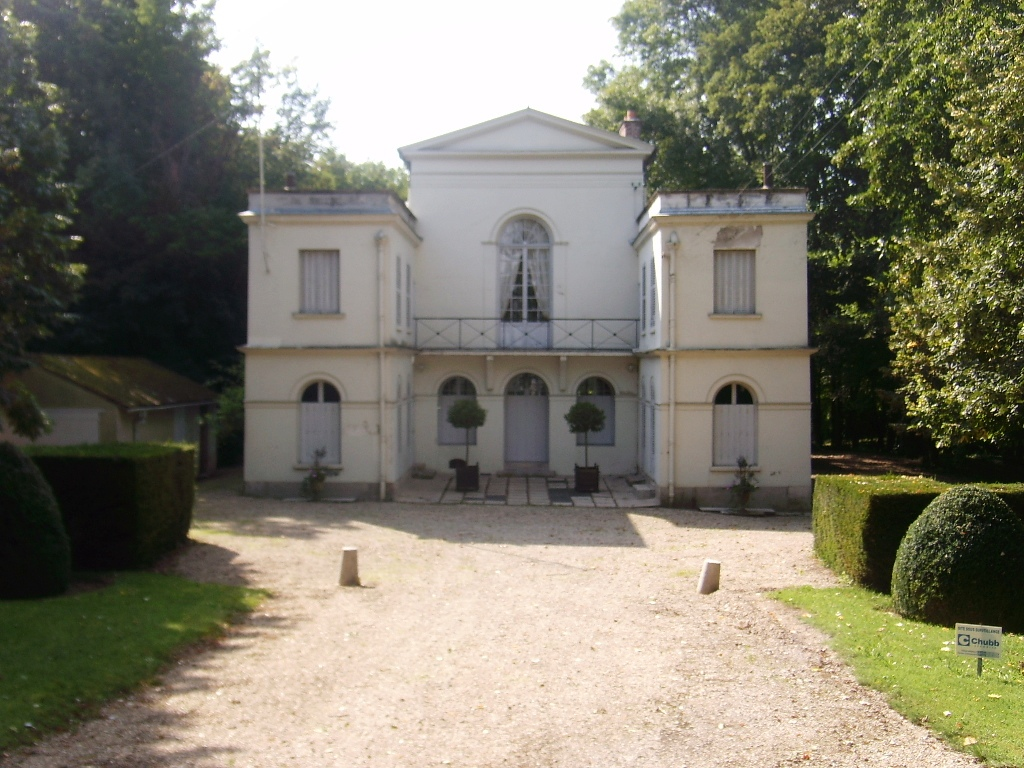
Le Temple de la Gloire (1801).

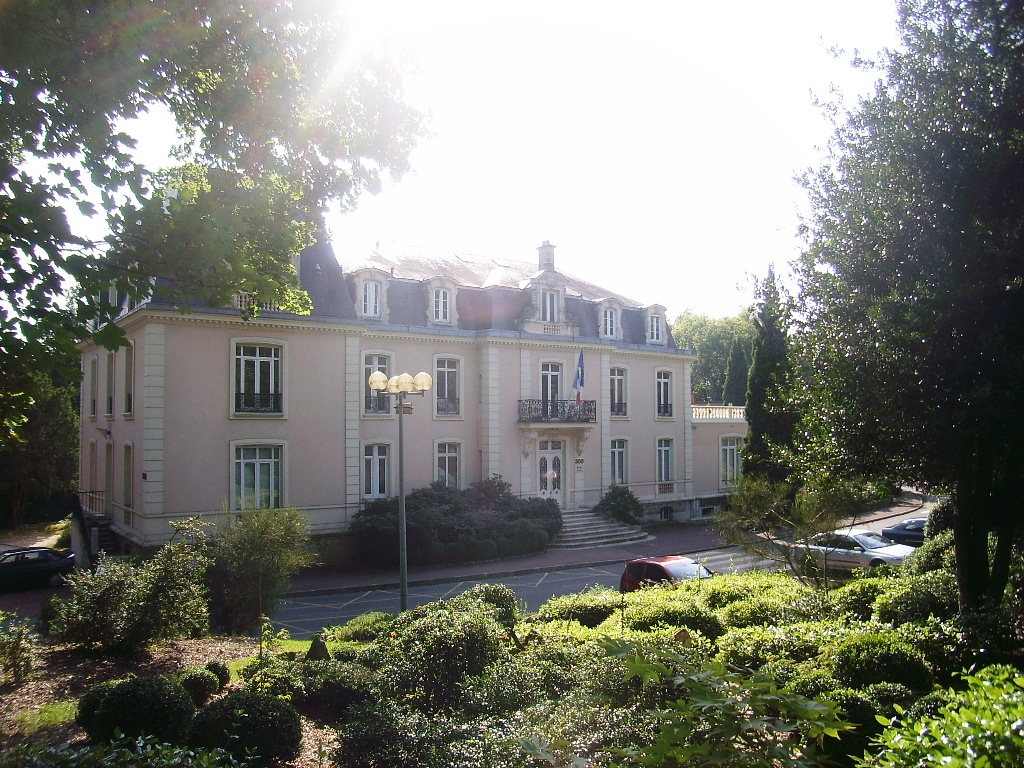
Le château de Launay, siège de la présidence de l’université Paris XI (XVIIe siècle).

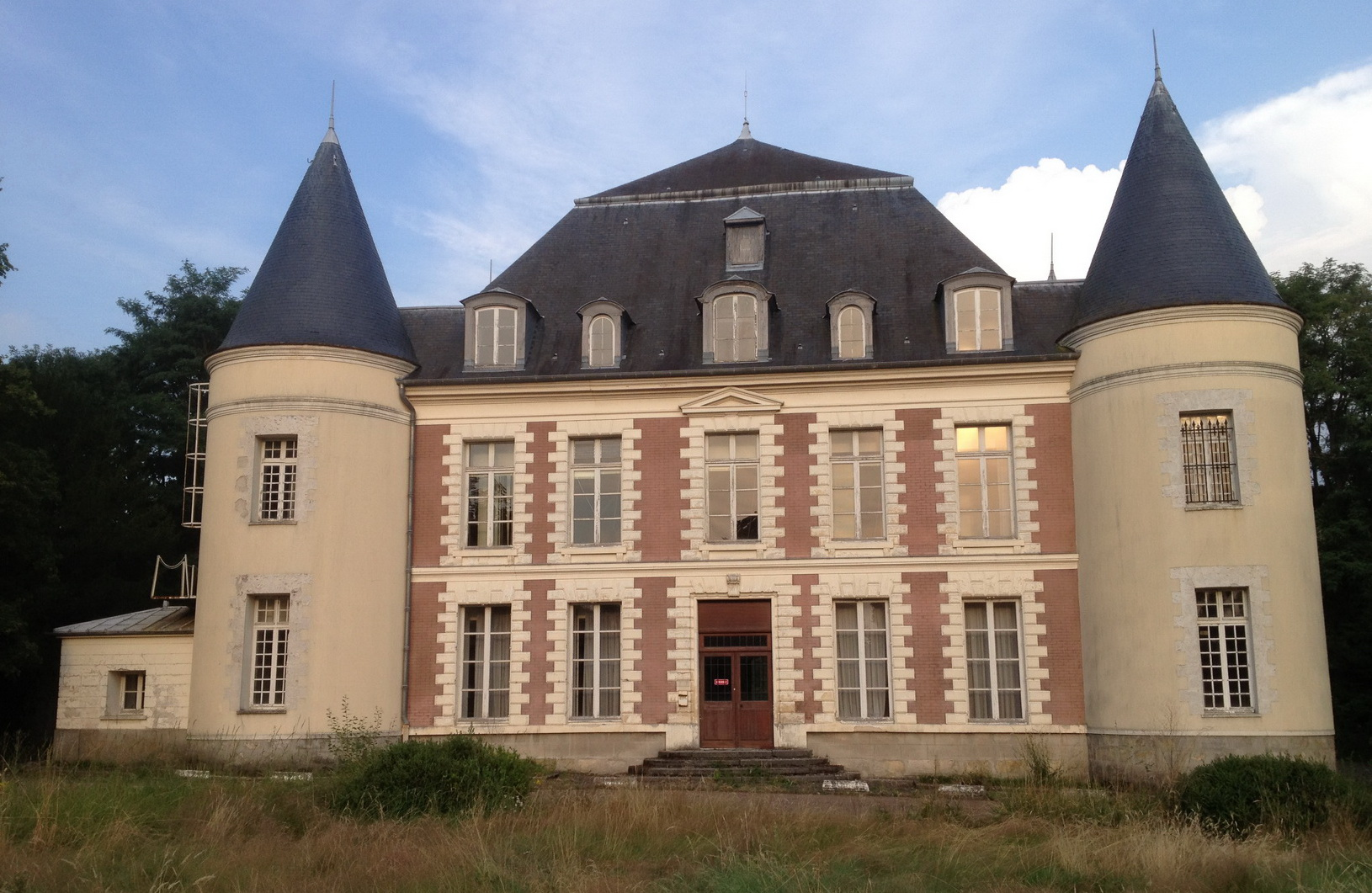
Le château de Corbeville.

### Patrimoine environnemental
Les bois au sud et au nord de la commune sur les versants de la vallée ont été recensés au titre des espaces naturels sensibles par le conseil départemental de l'Essonne.
La commune, située à l’entrée de la vallée de Chevreuse, dispose de nombreux bois (la Troche, Croix de Bures, la Grille Noire, la Bouvêche, la Cyprenne, le bois Persan et le bois des Rames), de trois parcs paysagers (Charles Boucher - anciennement East Cambridgeshire, Grande Bouvêche et le parc botanique de Launay, labellisé « Jardin Botanique de France » en 2001), de trois lacs (lac du Mail, lac de Lozère et lac du Temple de la Gloire).
Elle s’est vu décerner deux fleurs en 2014 au concours des villes et villages fleuris.

### Lieux et monuments
La commune dispose de plusieurs monuments datant de diverses époques :
- La Grande Bouvêche, qui est un manoir aux deux tours médiévales transformé jusqu’au XVIIIe siècle.
- la Pacaterie, une ancienne ferme fortifiée aujourd’hui attenante à une résidence universitaire du même nom.
- le temple de la Gloire, d’architecture néo-classique, bâti en 1801 par l’architecte Pierre-Alexandre Vignon en l’honneur du général Moreau, classé monument historique en 1979[135].
- le château de Corbeville en brique du XIXe siècle.
- le château de Launay, du XVIe siècle, le notaire et secrétaire du roi: Poussepin en fait l'acquisition en 1583 sous la suzerainetée des moines du Couvent Sainte-Catherine-du-Val-des-Écoliers qui est devenu l'actuelle résidence du président de l’Université Paris-Sud 11.
- L’église Saint-Martin-Saint-Laurent, au chœur et au clocher gothique, la nef néoromane et la façade néoclassique et Saint-Laurent attenante et sa crypte de 1760 face à l’hôtel de ville, la chapelle de la Clarté-Dieu avec des vitraux de Serge Rezvani (maîtres-verriers : Henri Déchanet et Paul Virilio), l'ancien séminaire et le monastère franciscain construits par Xavier Arsène-Henry en 1956[136], le couvent franciscain de la Clarté-Dieu et la chapelle moderne Notre-Dame-de-la-Plaine dans le quartier de Mondétour constituent l’architecture sacrée.
- L’hôtel de ville du XIXe siècle.
- l’anneau de collisions de 1962, protégé au titre du patrimoine industriel et technique depuis 2002, la halle du marché couvert et l’ancien siège social français de Pfizer en 1972 par l’architecte Pierre Dufau sont eux des monuments récents.

### Personnalités liées à la commune
Différents personnages publics sont nés, décédés ou ont vécu à Orsay :

#### XVIesiècle
- Isaac Arnauld (1566-1617), seigneur de Corbeville, propriétaire du domaine de Corbeville

#### XVIIesiècle
- Charles Boucher (~1641-1714), seigneur d’Orsay, conseiller au Parlement, prévôt des marchands de Paris, conducteur des travaux d’assainissement du quai de la Grenouillère, devenu quai d'Orsay à Paris.
- Pierre Grimod du Fort (1692-1748), seigneur d’Orsay, fermier général et intendant des Postes.

#### XVIIIesiècle
- Pierre Gaspard Marie Grimod d'Orsay (1748-1809), premier comte d’Orsay.
- Jean Victor Marie Moreau (1763-1813), général français de la Révolution, pour lequel fut édifié, le « Temple de la Gloire ».

### XIXesiècle
- Alfred d'Orsay (1801-1852), comte d’Orsay, dandy.
- Amédée Guillemin (1826-1893), écrivain scientifique, républicain, maire de la commune de 1878 à 1880.
- Alfred Giard (1846-1908), zoologiste, y est mort.
- Louis Soullié (1860-1940), libraire, marchand d'art, bibliographe d'art, historiographe d'art, y vécut et y pratiqua son activité de 1908 à sa mort.
- Léon Comar (1863-1932), entrepreneur en produits pharmaceutiques, y est mort.
- Oswald Mosley (1896-1980), homme politique britannique fondateur du British Union of Fascists, y vécut et y est mort.
- Charles Lapicque (1898-1988), artiste peintre et ingénieur opticien, y est mort.

#### XXesiècle
- Frédéric et Irène Joliot-Curie ont organisé le campus d'Orsay, ainsi que le CEA de Saclay.
- Edgar Lederer (1908-1988), biochimiste, y enseigna.
- Daniel Mayer (1909-1996), homme politique et résistant français, y est mort.
- Albert Fossey-François (1909-1958), compagnon de la Libération, y vécut.
- Léon Poliakov (1910-1997), historien, y est mort.
- Diana Mitford (1910-2003), écrivaine britannique, y vécut.
- Jean-Louis Viard (1917-2009), artiste peintre, cartonnier (tapisserie), graveur, y est né et enterré.
- Jacques Friedel (1921- 2014), physicien, y enseigna.
- Paul Braffort (1923-2018), informaticien, y enseigna.
- Hubert Coudane (1924-2015), professeur d'université, résistant et syndicaliste français, y vécut et y est mort.
- André Lagarrigue (1924-1975), physicien, y enseigna et y est mort.
- André Gomis (1926-1971), architecte, y vécut.
- Jean-Pierre Kahane (1926-2017), mathématicien, y enseigna et fut président de l'université.
- Roland Omnès (1931-2022), mathématicien, y enseigna et fut président de l’université.
- Bernard Fresson (1931-2002), acteur, y est décédé.
- Pierre-Gilles de Gennes (1932-2007), prix Nobel de physique en 1991, mort à Orsay, enseignant à la faculté des sciences d’Orsay de 1961 à 1971. Son épouse Anne-Marie de Gennes a créé en 1975 un restaurant nommé « Le Boudin sauvage » dans le quartier du Guichet.
- Adrien Douady (1935-2006), mathématicien, y enseigna.
- André Isoir (1935-2016), organiste, y enseigna.
- Inès Cagnati (1937-2007), écrivain, y est décédée.
- Albert Fert (1938- ), physicien français, prix Nobel de physique en 2007.
- Patrice Duvic (1946-2007), écrivain de science-fiction, y est né.
- Jean-Michel Bismut (1948- ), mathématicien, y enseigne.
- Élisabeth de Fresquet (1949- ), femme politique, y est née.
- Jean-Christophe Yoccoz (1957-2016), mathématicien, médaillé Fields, y enseigna.
- Alain Chabat (1958- ), comédien, réalisateur, scénariste, producteur de cinéma, animateur de télévision, y vécut.
- Bernard Hautecloque (1963- ), historien et écrivain, y est né.
- David Ros (1970- ), homme politique, sénateur, maire d'Orsay (2008-2023) et physicien.
- Marina Foïs (1971- ), comédienne, y vécut.
- Christophe Beaugrand (1977- ), journaliste, y vécut.
- Hafid Aboulahyane (1978- ), acteur, y est né.
- Amandine Chaignot (1979- ), chef cuisinier, y est née.
- Mélanie Georgiades dite Diam's (1980- ), rappeuse, chanteuse et auteure-compositrice-interprète, y vécut de 1995 à 2003.
- Moussa Badiane (1981- ), basketteur international, y est né.
- Guy Demel (1981- ), footballeur international, y est né.
- Sidney Galopin (1983- ), rugbyman, y fut licencié.
- Angélique Spincer (1984- ), handballeuse, y est née.
- Arnaud Assoumani (1985- ), athlète, y est né.
- Guy Fréquelin, ancien pilote de rallye et ancien directeur de Citroën Sport, y vécut.
- Bilal Hassani (1999- ), chanteur, vidéaste, y est né et y vécut.
- Jean-Marc Jancovici (1962-), ingénieur en énergies et climat, y vécut.

### Héraldique et logotype
| Blason de Orsay | Blason  | D’azur à la fasce d’or accompagnée en chef d’un croissant accosté de deux étoiles et en pointe d’un poisson, le tout d’argent. |
| Blason de Orsay | Détails | Ce blason a pour origines les armes du premier comte d’Orsay, Pierre Gaspard Marie Grimod d'Orsay, décrites ainsi : Sur le tout d’azur à la fasce d’argent accompagné en chef d’un croissant d’or entre deux étoiles du même et en pointe d’un poisson nageant sur une mer d’argent. |
| Blason de Orsay | Alias   | Logo La commune s’est en outre dotée d’un logotype. |

### Orsay dans les arts et la culture
- Après l’appellation de la commune, le nom d’Orsay a d’abord été attribué au quai d'Orsay en hommage au seigneur du domaine, puis par métonymie au ministère des Affaires étrangères mais aussi à une gare, devenue un théâtre puis un musée. C’est aussi un nom qui s’exporte, comme en témoignent ces restaurants à New York[138] ou à Québec[139], un hôtel à Toulouse[140], une banque[141] ou encore une franchise de mode[142] en Europe centrale et Europe du Sud. Et sans lien avec la commune, c’est aussi le nom d’une île écossaise.
- La sitcom Tranches de vie diffusée sur Disney Channel, est tournée à Orsay[143]. Certaines scènes du film Une époque formidable... de Gérard Jugnot sorti en 1991 furent tournées dans le centre-ville[144]. Certaines scènes du film Le grand Pardon... furent tournées au restaurant Les Charmilles et dans son quartier.
- Charles Péguy cite le nom de la commune dans son poème Présentation de la Beauce à Notre-Dame de Chartres :
« Nous arrivons vers vous du lointain Palaiseau,
Et des faubourgs d’Orsay par Gometz-le-Châtel,
Autrement dit Saint-Clair; ce n’est pas un castel,
C’est un village au bord d’une route en biseau. »
- Louis Clément Faller (Colmar 1819 - Paris 1901) artiste peintre, élève de Delaroche et de Delacroix, après avoir enseigné à Saint Louis du Missouri et fondé à New York « l'American Barbizon School », s'installa à Orsay en 1863 - Ses recherches sur la lumière, les contrastes, les impressions, les brumes, apportent dans ses paysages de la vallée de Chevreuse, de Ville d'Avray, du Guichet, d'authentiques émotions. « L'heure de Faller était en avance sur son époque - Elle marquait un art voisin de l'impressionnisme » (André Girodie).